# Cogombre
|  | Per a altres significats, vegeu «Cogombre (desambiguació)». |

El cogombre o cogombro (Cucumis sativus) és una planta pertanyent a la família de les cucurbitàcies, i que produeix un fruit denominat amb el mateix nom. Sovint, també es pot utilitzar l'expressió cogombrera per a denominar la planta en contrast amb el fruit. La paraula cogombre prové del llatí cŭcŭmis, -ĕris, i la primera font escrita està datada en el 1252. És pronunciat al llarg dels diferents dialectes del català de diverses maneres; concretament en català oriental central es pronuncia com a /ku'ɣom.bɾə/, mentre que en balear com a /ko'ɣom.bɾə/ i en català occidental com a /ko'ɣom.bɾe/.

## Morfologia
La planta del cogombre és classificada com a herbàcia anual, reptant i enfiladissa, la qual s'ha observat que pot fer fins a 40 centímetres (cm) d'alçada sense cap suport, i arribar fins a 5 metres (m) mitjançant sistemes de suport.
Té un sistema radicular molt contundent, fort i extens, on l'arrel principal es ramifica ràpidament en forma de llargues arrels secundàries, superficials, molt primes i de color blanc què poden situar-se molt a prop de la superfície del sòl. Aquestes arrels van perdent ramificacions i van virant cap a un color més groguenc a mesura que la planta es va fent senescent. També té la capacitat d'emetre gran quantitat d'arrels adventícies.

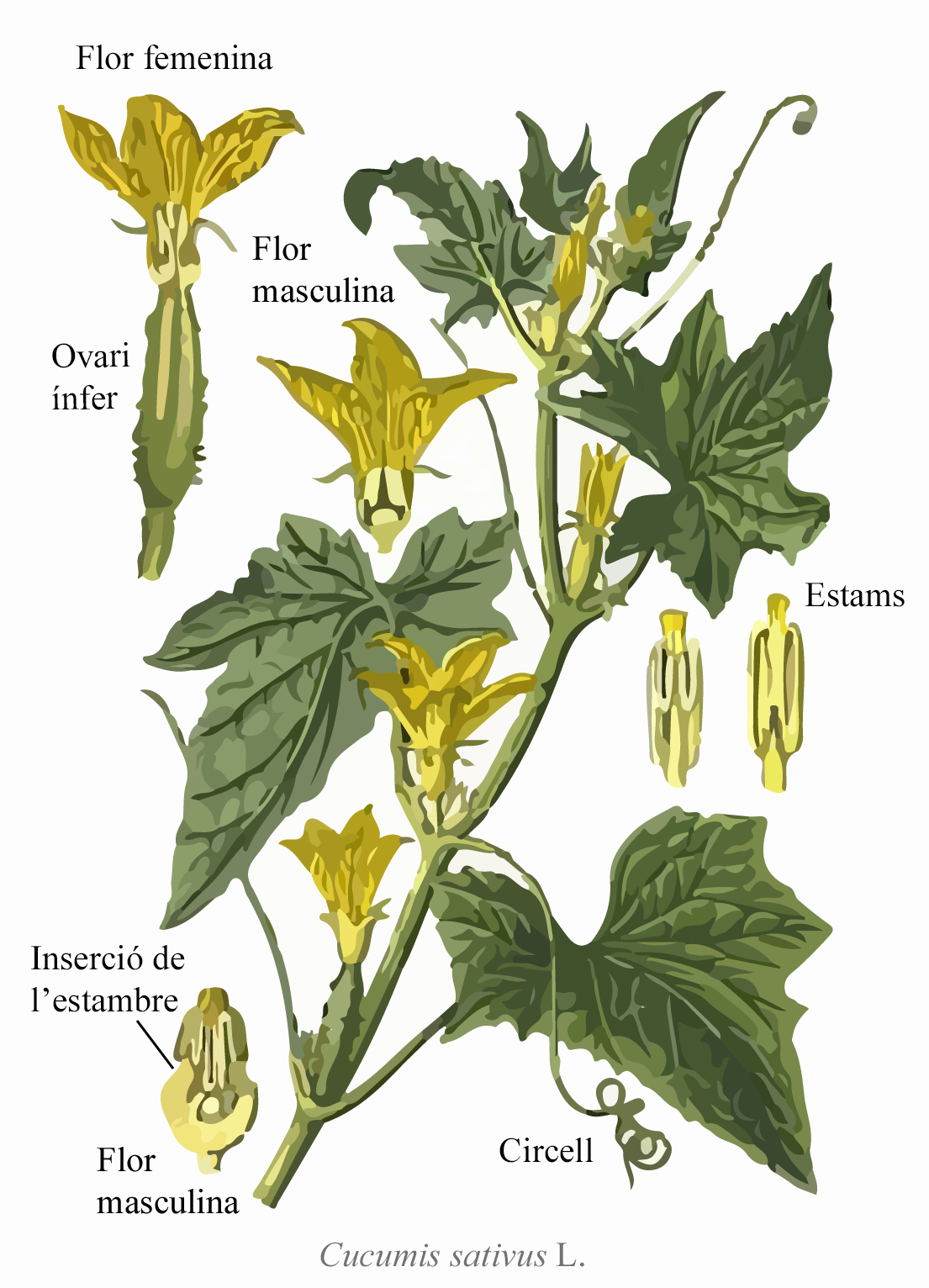
Dibuix detallat de la cogombrera.

La seva tija és ajaguda, tendra, aspra a causa de la presència de tricomes, suculenta i posterior. Posseeix un aspecte angulós i hirsut, on de cada nu surt una fulla o un circell. Pel que fa a les fulles, són grans i verdoses i estan formades per 3 o 5 lòbuls punxeguts més o menys pronunciats què aporten un aspecte general triangular o cordiforme a la fulla, juntament amb una nervadura palmada. De la mateixa manera que la tija, es troben cobertes per una fina capa de pèls, d'on a més a més es troben inserides mitjançant pecíols llargs de manera alterna. En referència als circells, aquests són llargs i permeten que la planta es pugui subjectar i entortolligar per enfilar-se per les superfícies proporcionant el seu hàbit d'enfiladissa.
Les flors són petites, compostes per un periant amb una corol·la de 5 pètals de color groc i un calze amb sèpals soldats, atorgant a la flor una lleugera forma de copa. Aquestes estan situades en una posició axil·lar respecte a les fulles (en l'axil·la de cada fulla es produeix un brot lateral amb una o diverses flors). L'expressió sexual típica i natural present en les flors de C. sativus es correspon a la que presenten la majoria de les cucurbitàcies: unisexual monoica, i, per tant, emet flors masculines i femenines en la mateixa planta, però per separat. Cal mencionar que actualment la majoria de les varietats comercials del cogombre han sigut modificades per a ser ginoiques o partenocàrpiques. La flor femenina i masculina són estructuralment diferents i fàcilment diferenciables: la flor masculina conté l'androceu, format per 3 o 5 estams productors d'un pol·len enganxifós que no pot viatjar a través de l'aire (requerint vectors entomòfils per a transportar-lo naturalment) mentre que la flor femenina conté el gineceu, caracteritzat per presentar a la base un petit apèndix fusiforme semblant a un cogombret que es tracta de l'ovari ínfer no desenvolupat, tricarpel·lar, i a partir del qual es produeix el fruit un cop la flor entra en contacte amb el pol·len i l'ovari és fecundat. Estranyament, coincideixen flors masculines i femenines en la mateixa axil·la. S'observa que en la tija principal quasi totes les flors són masculines i apareixen, de forma irregular, algunes flors femenines, mentre que a les tiges secundàries succeeix a la inversa.
El fruit és una "falsa baia" tipus en pepònide, és a dir, que té una forma cilíndrica allargada, la qual presenta diferents característiques depenent de la varietat (en general solen ser espinosos o llisos i de color verd fosc què vira fins a tonalitats més clares a mesura que madura). La carn o polpa interior també presenta diferències atenent la varietat cultivada, però en general aquesta és aquosa, de color blanc, i conté (o no, si es tracta d'una varietat partenocàrpica) llavors al seu interior, les quals són de color blanc cremós, aplanades i ovalades (són 3 vegades més llargues que amples aproximadament).

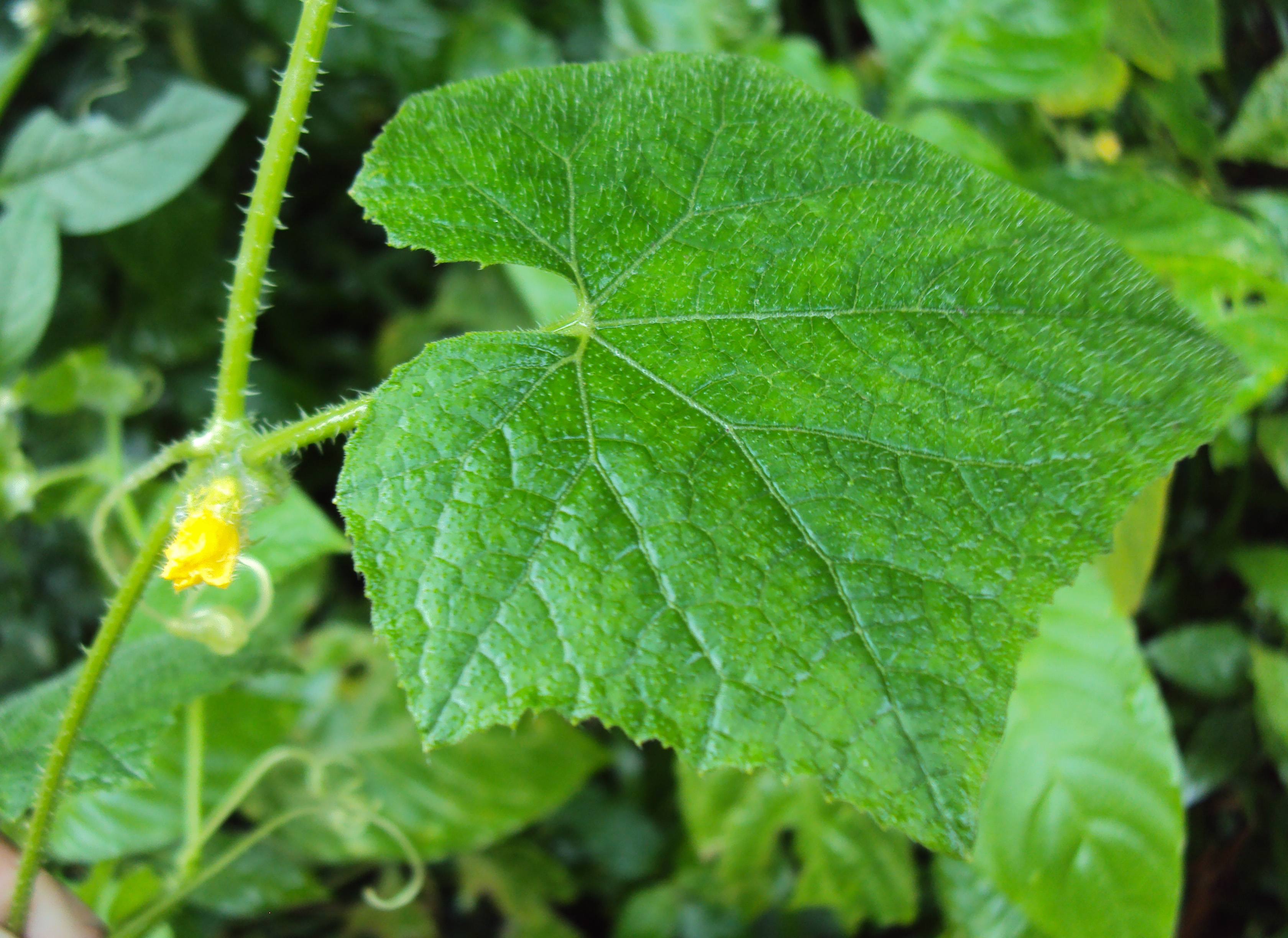
Fulla.
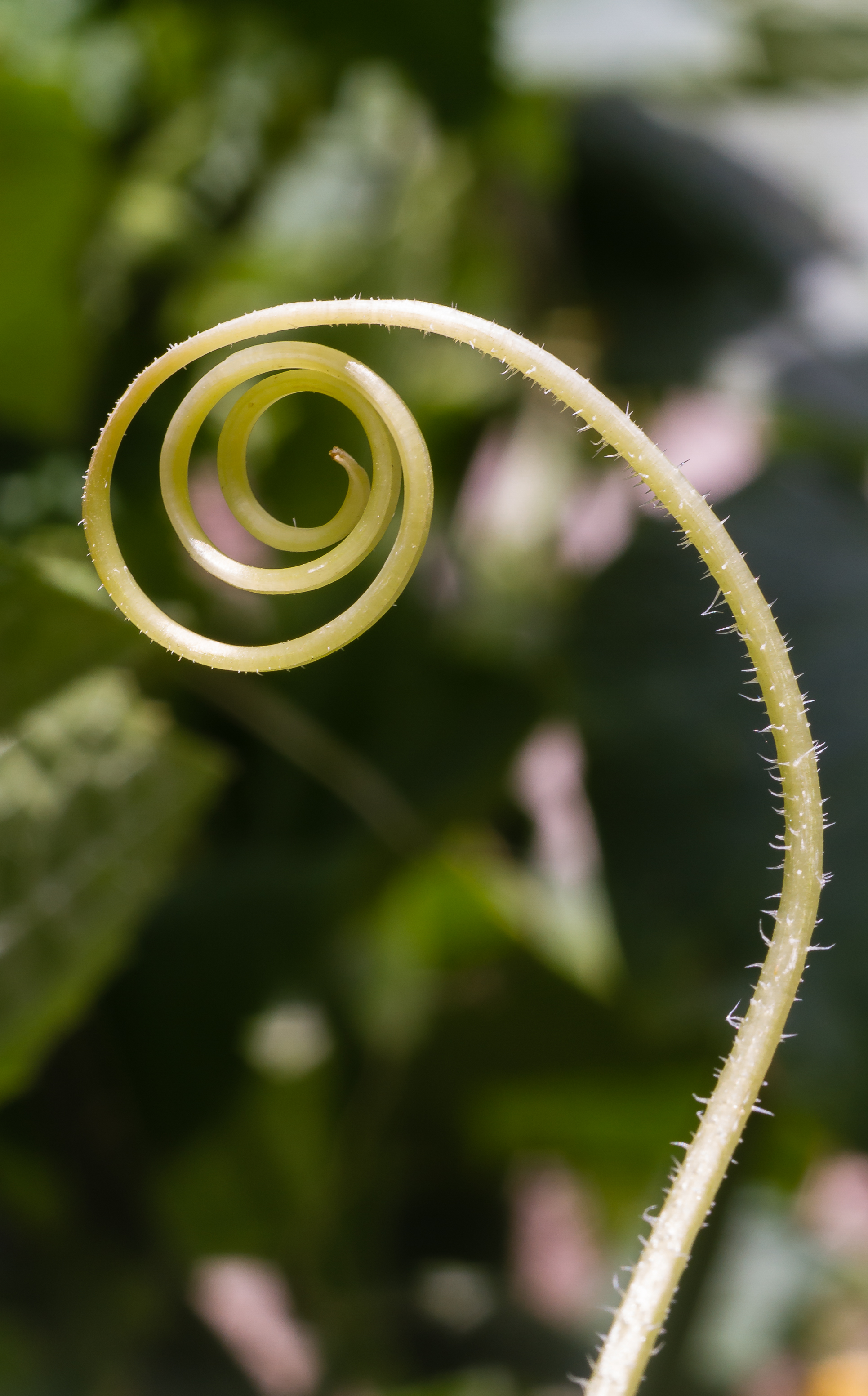
Circell.
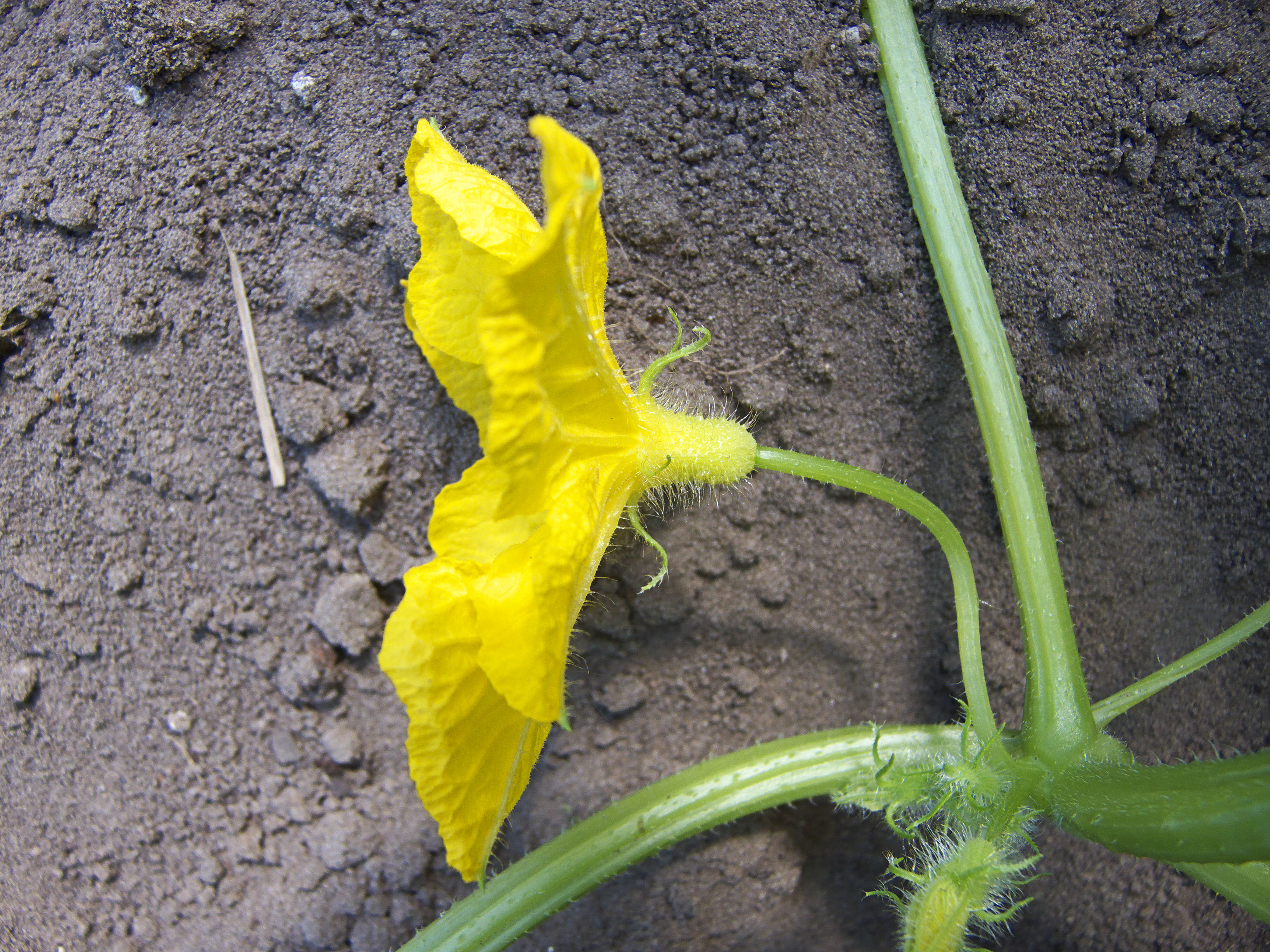
Flor masculina.
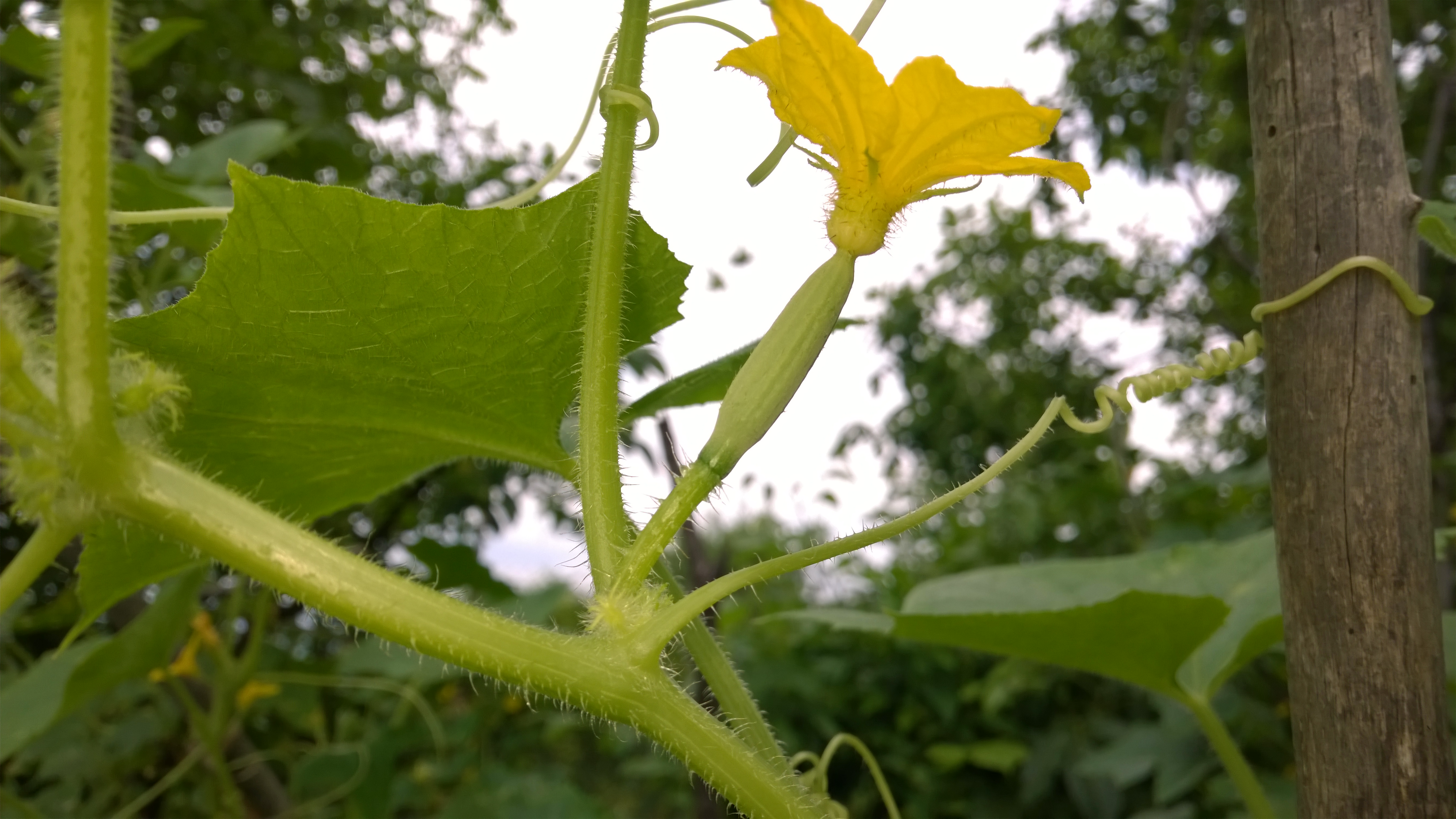
Flor femenina.
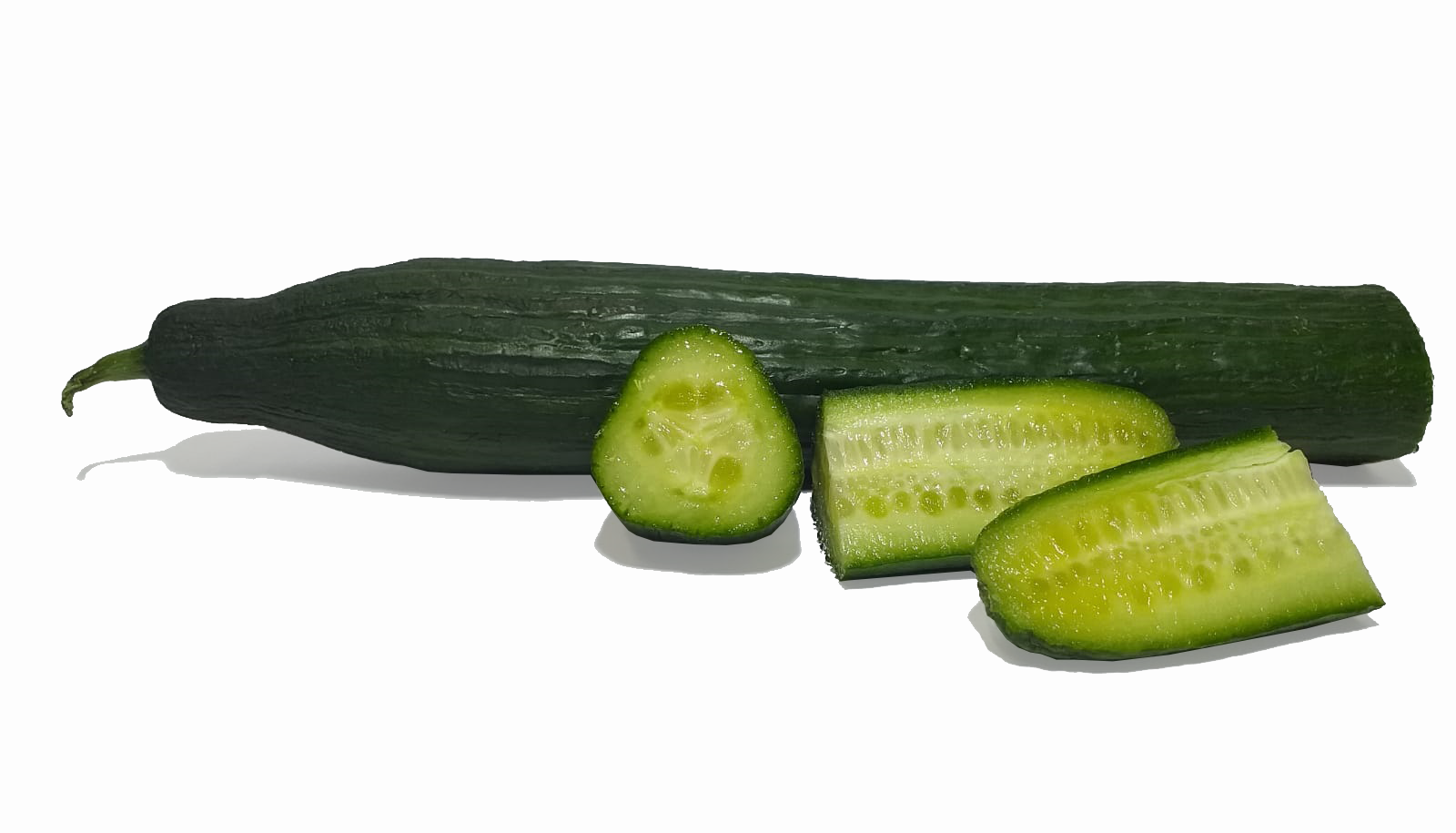
Fruit de la cogombrera.

## Origen i història
Es creu que el cogombre és originari de regions tropicals del sud d'Àsia, com és el cas de l'Índia (concretament es diu que prové de la zona delimitada entre el nord del golf de Bengala i el massís muntanyós de l'Himàlaia, per la seva gran semblança filogenètica amb Cucumis hystrix, particular d'aquesta zona geogràfica).
A l'Índia, el cogombre s'ha cultivat i usat com a aliment des de fa almenys 3000 anys, tal com surten esmentats a la Rigveda.
| «                                                | (sànscrit) ॐ त्र्यम्बकं यजामहे सुगन्धिं पुष्टिवर्धनम् । उर्वारुकमिव बन्धनान् मृत्योर्मुक्षीय मामृतात् ॥ | (català) Om! T'adorem, ésser de tres ulls, que nodreixes i augmentes la dolça plenitud de la vida. Igual que el cogombre es desprèn de la tija, així siguem nosaltres alliberats, no de la immortalitat, sinó de la mort. | » |
| — Mantra Mahamrityunjaya, Rigveda (vers 7.59.12) |                                                                        | |   |

Des de l'Índia, el cultiu de cogombres es va estendre cap a la Xina (on hi ha registres que daten al voltant de l'any 100 aC).

A inicis de l'Era cristiana, el cultiu del cogombre ja era present a Àsia Menor, Àfrica del Nord, Grècia i Itàlia. De fet, a la Bíblia surt relatat com els cogombres resultaven una font d'aliment a l'antic Egipte.
| «                                               | Com recordem el peix que per no res menjàvem a Egipte, i els cogombres, els melons, els porros, les cebes i els alls! | » |
| — Antic Testament (llibre dels Nombres - 11:5). | |   |

Així mateix, es deia que l'emperador Tiberi exigia la presència de cogombres per menjar diàriament, independentment de l'estació, fet que va provocar que es forcés a la creació d'una espècie d'hivernacles portàtils fets amb lapis specularis per a poder satisfer aquesta demanda, tal com surt relatat al Naturalis Historia.
Més tard, al voltant del segle ix, s'assenyala que l'emperador Carlemany gaudia de cultius de cogombres als seus jardins a França. No va ser fins a principis del segle XIV quan es va detectar la presència de cogombres a Anglaterra, però en conseqüència a l'elevat nombre de conflictes armats de l'època, la seva sembra no es va portar a terme fins passats 250 anys més, essent reintroduïts de cultius procedents d'Europa continental. Van ser exportats al continent Americà el 1494 per Cristòfor Colom, iniciant el seu cultiu en l'illa d'Haití (junt amb altres fruits). D'Haití es va anar estenent el cultiu del cogombre a altres illes properes, i finalment també a la resta d'Amèrica (hi ha constància escrita que el 1539 Hernando de Soto va tastar cogombres crescuts a terres americanes, concretament de la zona de Florida).

## Genoma

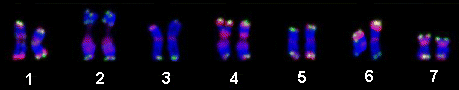
Cariotipat de C. sativus.

Diferents projectes de seqüenciació han revelat que el genoma de C. sativus està format per 7 cromosomes els quals, de mitjana, proporcionen una mida de 367 megabases (Mb) que aporten al material genètic d'uns 23.000 gens amb un contingut GC proper al 33%. Cal destacar, però, que hi ha zones del genoma que no s'han seqüenciat completament.Gràcies a la informació obtinguda mitjançant aquests projectes de seqüenciació s'ha aconseguit millorar el coneixement respecte a diferents caràcters propis del cogombre, com són l'expressió sexual, la capacitat de resistir diverses malalties vegetals, la biosíntesi de cucurbitacina i fins i tot la seva olor característica.
A més, mitjançant anàlisis de genòmica comparativa, s'ha pogut establir la distància genètica del cogombre amb altres plantes de la mateixa família, com la melonera i la sindriera, així com els diferents processos genètics que han hagut de succeir per a la separació de les diverses espècies d'aquesta família.
En comparació a la majoria d'hortalisses, aquest genoma és considerablement petit i, per tant, el cogombre resulta una planta amb cert atractiu com a model experimental en estudis genètics. Es creu que aquesta mida i nombre de gens tan reduït és degut a l'absència de duplicacions recents del genoma, junt amb les poques duplicacions en tàndem observades.

## Varietats i característiques organolèptiques
Presumiblement, els primers cogombres eren molt amargs per culpa de tenir una gran concentració d'un compost anomenat cucurbitacina. Aquesta amargor encara és present en el fruit, i pot ser més o menys acusada a causa de diversos factors, com són les varietats, l'aplicació de les correctes condicions de cultiu, l'estat del fruit al moment de collita, entre d'altres. Tot i això, mitjançant l'aplicació de mètodes i tècniques de millora vegetal al llarg de la història s'han aconseguit grans progressos per eliminar gran part dels compostos amargs.
Actualment, hi ha milers de varietats vegetals i agrícoles de cogombres pertanyents a l'espècie C. sativus enregistrades a la base de dades de la Unió Europea, indicant que cadascuna de les quals és comercialitzable a tota aquesta zona. La major part d'aquestes varietats del cogombre són varietats híbrides (concretament formant part dels híbrids categoritzats com a híbrids F1), principalment degut a la seva elevada productivitat enfront de les varietats no híbrides.
Predominantment aquestes varietats híbrides cultivades són ginoiques, és a dir, es caracteritzen per presentar una proporció molt més elevada (o fins i tot única) de flors femenines respecte a les masculines, mentre que a l'individu monoic acostuma a ser a l'inrevés. El fet de ser ginoiques aporta diversos avantatges que milloren la productivitat envers les plantes monoiques, com són la floració en un espai de temps determinat, fet que s'acobla amb la producció de gran quantitat de fruit en un període relativament concentrat i homogeni. Així, es permet una recol·lecció més eficient, ja que es pot recollir la collita d’un sol cop en compte d’haver de realitzar diverses recol·leccions a mesura que es produeixen els fruits, i això també provoca que funcionin molt bé els sistemes de collita mecànica.
No només s'han aconseguit varietats ginoiques, sinó que també hi ha altres tipus de varietats com són les partenocàrpiques, varietats que no requereixen pol·linització per a produir fruits. Aquest fet causa que els fruits que s'obtenen no tinguin llavors (o bé que en tinguin en una quantitat ínfima). Tot i que aquest fet resulta molt atractiu des del punt de vista comercial, en l'àmbit de l'agricultura suposa un cert esforç extra, ja que cal estar alerta davant la possibilitat que sorgeixin flors masculines a les plantes, juntament amb l'aparició de vectors entomòfors que puguin traslladar el pol·len cap a les flors femenines, causant que aquestes es fecundin i es desenvolupin llavors, provocant que es generin fruits amorfs comercialment inservibles. A més, a causa que no produeixen llavors o en produeixen en baixes quantitats (inclús sent pol·linitzades), el cost de la seva producció és més alt que respecte a altres varietats. Així i tot, aquest tipus de fruit és el produït per la majoria de les varietats disponibles, a més de resultar el més abundant en cultius en hivernacle.

### Classificació comercial
Els fruits provinents d'aquestes varietats es poden dividir i classificar a escala comercial per tal de facilitar la selecció per part del consumidor. Aquesta es realitza en funció de diverses característiques com són la mida del fruit, la forma i el color de la pell.
- Cogombre curt ("tipus espanyol"). Es tracta del més típic a Espanya. Aquest fruit té una longitud màxima de 15-20 cm, i un diàmetre considerable (gruixut). Presenten pell verda, caracteritzada per la presència de ratlles longitudinals de color groc o blanc, la qual pot ser llisa o posseir petites protuberàncies espinoses de color més clar.[6][17] La polpa interior és ferma, aquosa i blanquinosa, amb gust escassament amarg. Té una gran quantitat de llavors comestibles repartides al llarg del fruit, les quals presenten una coloració blanquinosa i/o groguenca, i una forma oblonga i comprimida. Els més petits, els anomenats com a "cogombrets", d'entre 4-8 cm de llarg, s'usen per al consum adobat en vinagre.[6]

- Cogombre mitjà ("tipus francès"). Presenta unes característiques similars al cogombre "tipus espanyol", però amb una longitud superior, d'uns 20-25 cm[6][17] i un color verd més fosc.[6]
- Cogombre llarg ("tipus holandès"). També anomenats com a "tipus Almeria".[30] Poden aconseguir una longitud superior als 25 cm, i un diàmetre més petit que les altres dues classificacions (és més prim).[6] La seva pell és verda, llisa i més o menys solcada.[17] La polpa interior té unes característiques similars a la mencionada en el cogombre "tipus espanyol".[6]

### Altres varietats
Hi ha altres varietats de cogombres que no poden ser categoritzades dintre de la classificació comercial típica, com és el cas del cogombre tipus snack, el cogombre persa (també conegut com a cogombre serp), el cogombre japonès, el cogombre armeni o el cogombre anglès, entre d'altes.

## Composició nutricional
El cogombre és una hortalissa amb un baix contingut calòric a causa de la seva baixa proporció en glúcids (en comparació amb altres hortalisses) i al seu elevat contingut d'aigua. De fet, segons el Reglament 1924/2006 declarat al DOUE, relatiu a les declaracions nutricionals i propietats saludables dels aliments, el cogombre no pot ser considerat com a "font" o "rica en" cap nutrient. Independentment d'això, sí que es pot ressaltar una aportació de potassi i vitamina C interessant, ja que contribueix al total de la dieta.
Aquest fruit es pot menjar pràcticament sencer, incloent-hi la pell. De fet, en la seva pell es troben petites quantitats de β-carotè (corresponent a la presència de vitamina A), les quals pràcticament desapareixen una vegada es pela el cogombre.
El cogombre és considerat un aliment sense greix, tot i que a la seva composició hi és present una petita proporció de β-sitosterol.
Tot i els seus pobres valors nutricionals "habituals", d'altra banda, investigacions recents han demostrat conté quantitats importants de diversos fitonutrients que tenen una àmplia gamma de beneficis per a la salut humana.

## Producció
| Principals països productors de cogombres (2019) | Principals països productors de cogombres (2019) |
| País                                             | Producció (tones)                                |
| ------------------------------------------------ | ------------------------------------------------ |
| R.P. de la Xina                                  | 70.288.130                                       |
| Turquia                                          | 1.916.645                                        |
| Rússia                                           | 1.626.360                                        |
| Ucraïna                                          | 1.034.170                                        |
| Iran                                             | 871.692                                          |
| Uzbekistan                                       | 855.058                                          |
| Mèxic                                            | 826.485                                          |
| Espanya                                          | 739.200                                          |
| Estats Units                                     | 677.880                                          |
| Japó                                             | 548.100                                          |
| A tot el món                                     | 87.805.086                                       |

La producció mundial del cogombre l'any 2019 va ser d'aproximadament 88 milions de tones, sent el productor majoritari, amb gran diferència de la resta, la Xina (la seva producció suposa pràcticament el 80% de la producció mundial).
Pel que fa a la Unió Europea, típicament Espanya és el major productor i exportador de cogombres, seguit de Polònia i Països Baixos.

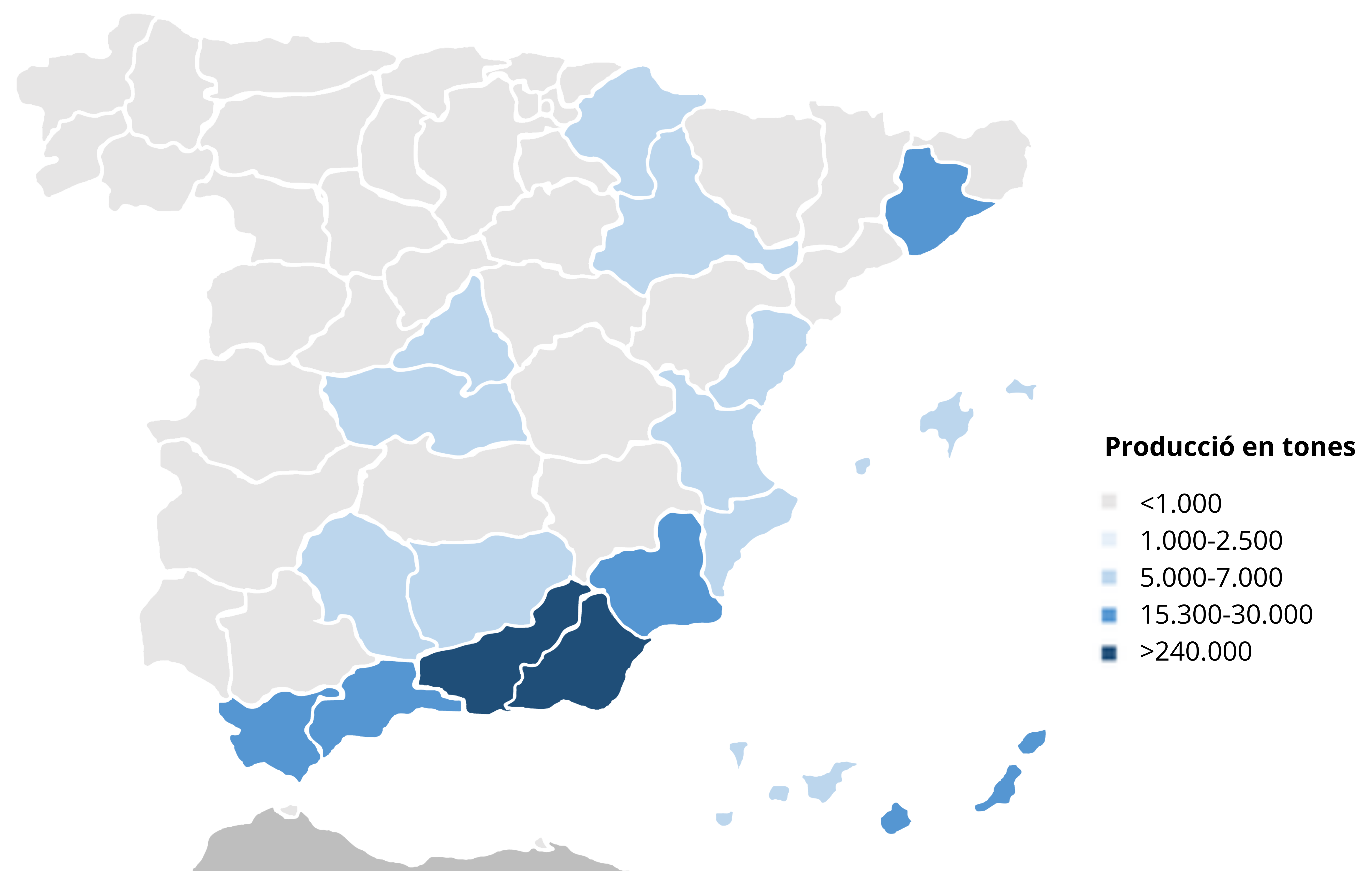
Producció del cogombre a Espanya (2006).

Dins d'Espanya, la plantació de cogombre es troba pràcticament arrelada a les zones del Llevant i el centre de la península, així com a les Illes Canàries. La comunitat autònoma que més destaca pel que fa a producció i superfície cultivada és Andalusia, en particular les províncies d'Almeria i Granada, principalment mitjançant cultius en hivernacles que arriben a superar les 5.000 hectàrees.
Catalunya es troba entre les 5 primeres comunitats autònomes de l'Estat en producció de cogombre, comptabilitzant-se en 2018 una producció d'aproximadament 14.700 tones per a una superfície cultivada total de 283 hectàrees.

## Usos

### Potencial fitoquímic
Tot i l'extensa i exhaustiva exploració del cogombre des del punt de vista de l'agricultura, actualment existeixen pocs estudis que descriguin el seu potencial en altres àrees d'interès. Existeixen diversos tipus d'extracte de cogombre com l'extracte aquós, l'extracte del fruit, de les llavors, del suc... Així com diversos components orgànics què són prometedors en l'ús en diversos àmbits com el terapèutic, nutricional, antibacterià, antifúngic, antiparasitari i cosmètic.
La planta del cogombre, com la resta de les plantes, produeix metabòlits especialitzats amb rols importants en les interaccions entre la planta i el medi que l'envolta. Un d'aquests metabòlits és la cucurbitacina, un compost triterpenoide oxigenat, que confereix un sabor amarg a les plantes del cogombre i a la resta d'espècies de la família de les cucurbitàcies. Aquests composts, a més d'atorgar resistència enfront de les plagues a la planta, també s'ha demostrat que tenen propietats antitumorals (sobretot la cucurbitacina C), ja que poden causar la detenció del cicle cel·lular, apoptosi i supressió de creixement de cèl·lules canceroses mitjançant la inhibició de la JAK-STAT. Així, els extractes anticancerosos de cogombre, constitueixen una de les múltiples estratègies de l'abordatge dels tumors cancerígens. En un estudi es va avaluar el potencial de l'extracte metanòlic del cogombre i es va observar que aquest es compon de bioactius anticancerosos. A més, aquest metabòlit també mostra propietats antiinflamatòries i hepatoprotectores. Malgrat això, cal tenir en compte que la selecció duta a terme per l'obtenció de cogombres no amargs (amb baixes concentracions de cucurbitacina) ha limitat les seves aplicacions farmacològiques. A més, un altre aspecte de la seva natura quimioterapèutica fa que la cucurbitacina es faci servir com a agent contra infeccions provocades per cestodes (com la Taenia spp. i altres paràsits intestinals). Els exsudats del cogombre també es componen de lectina, la qual té una elevada funció antiparàsita.
El cogombre conté iminosucres què indueixen canvis fisiològics per combatre processos inflamatoris. En conseqüència, s'ha estat estudiant el seu ús en forma d'extracte pel tractament de l'osteoartritis (OA), una malaltia degenerativa per la qual no hi ha cura ni hi ha procediments de tractament estandartitzats. En un estudi es va testejar l'efectivitat d'un extracte aquós de cogombre (Q-Actin™) en diversos pacients amb OA i es va arribar a la conclusió que el cogombre suposa una via potencial per al tractament de dolor i rigidesa relacionats en l'OA.
A més, els cogombres han estat utilitzats en la medicina tradicional (particularment en l'Aiurveda), ja que tenen propietats hemostàtiques i tòniques. Les llavors són emprades per prevenir el restrenyiment i les fulles en pols amb sucres actuen com a diürètic. En general, són útils per tractar sensacions de cremor, febre, insomni, cefalàlgia, bronquitis, icterícia, hemorràgies i debilitat general. Es creu que promou un efecte refrescant i curatiu i per això també s'empra per tractar diverses malalties dermatològiques. A més, el cogombre té potencial hipolipemiant, antioxidant i antidiabètic. Tanmateix, la polpa i la pell del cogombre contenen elevades concentracions d'àcid làctic, element usat per al tractament de berrugues i xerosi. L'ebullició de les fulles del cogombre també són útils per tractar infeccions de gola.
Altres composts bioactius fitoconstituents del cogombre són les cucumegastigmanes I i II, cucumerina A i B, vitexina, orientina, olis i glucòsids com la isoscoparina 2"-O-(6"-(E)-p-coumaroyl) glucòsid i l'apigenina 7-O-(6"-O-p-coumaroylglucosid). Cal destacar que els olis volàtils del cogombre presenten activitat antibacteriana contra grampositius (Staphylococcus aureus i Staphylococcus epidermidis) i gramnegatius (Escherichia coli, Enterobacter cloacae, Klebsiella pneumonia, Pseudomonas aeruginosa). Tanmateix, també disposa de composts amb elevat poder antifúngic sobre fongs patògens humans (Candida albicans, Candida tropicalis i Candida glabrata). Així mateix, els composts orgànics com (E, Z)-2, 6-nonadienal (NDE) i (E)-2-nonenal (NE) presenten activitats antibacterianes contra bacteris patògens humans (Bacillus cereus, Listeria monocytogenes i Salmonella typhimurium).
Pel que fa a l'àmbit nutricional, el cogombre es caracteritza pel seu alt contingut d'aigua i baix contingut calòric. Aquest aliment vegetal es compon d'elements què contribueixen a l'eliminació de substàncies de desfet i toxines químiques. També conté elements de fibra dietètica (també coneguda com a fibra alimentària), què són substàncies heterogènies i complexes d'origen vegetal, per exemple, els polisacàrids estructurals constituïts principalment per glucosa. Aquestes molècules constitueixen polímers coneguts (com la cel·lulosa, mucílags…) els quals, quan són ingerits, contribueixen beneficiosament a l'individu a nivell digestiu: ajuda a mantenir la funcionalitat intestinal, augmenta el volum i disminueix la consistència de les femtes i, a nivell de la microbiota, augmenta el nombre de microorganismes habitants de l'intestí. En alguns casos s'ha utilitzat l'extracte de pectina del fruit pels seus efectes hipolipidèmics. Així mateix, el mesocarp del cogombre també té aplicacions en l'abordatge de l'obesitat. Normalment, aquesta malaltia és tractada des d'una aproximació farmacològica (com l'ús de l'orlistat, un fàrmac inhibidor d'enzims digestius), però la saponina del mesocarp del cogombre i altres saponines d'altres plantes també presenten activitat inhibitòria contra la lipasa pancreàtica. En un estudi es va comparar la seva activitat en relació amb l'orlistat, i es va demostrar que l'extracte del mesocarp duplica el poder inhibidor sobre la lipasa pancreàtica respecte a l'orlistat al mateix pes.
Actualment, s'elaboren emulsions a partir d'antioxidants naturals trobats en les plantes per a l'elaboració de cremes dermatològiques. L'extracte del cogombre s'elabora a partir de la maceració de fruit triturat en una mescla hidroalcohòlica, que després es filtra i es concentra, obtenint-se un extracte ric en vitamina A i C, entre d'altres. Normalment, el fruit i les llavors del cogombre s'empren per preparar productes cosmètics per al tractament de problemes de pell, tals com les cremades solars i les arrugues. De fet, el seu ús en cosmètica radica en les seves propietats antiarrugues, ja que es compon d'elements què prevenen l'envelliment, promouen l'elasticitat i el metabolisme de la pell. També s'ha pogut comprovar que, en el cas dels cogombres transgènics, produeixen en grans quantitats l'enzim superòxid dismutasa, el qual té efectes antiedat. La polpa s'empra per a la neteja de la pell i, al seu torn, està formada per elements com la vitamina C, l'àcid cafeic i elements com el silici, potassi i magnesi, què proporcionen un efecte calmant a la pell i redueixen les inflamacions. De fet, l'extracte de polpa té α-hidroxiàcids (com l'àcid làctic), els quals s'empren per a tractar pell seca, irritacions de la pell, ictiosi, hiperqueratosi fol·licular, queratosi seborreica i actínica. A més, el suc del cogombre fresc s'utilitza per hidratar la pell i té activitat enzimàtica inhibitòria: antioxidant, antihialuronidasa i antielastasa. Aquest tipus d'activitat inhibitòria és idònia per al tractament de processos inflamatoris de la pell, ja que durant l'exposició solar (UV) l'activitat enzimàtica degradativa de la pell du a la producció d'espècies reactives d'oxigen què són nocives. Cal destacar que la cucurbitacina D i la 23,24-dihidrocucurbitacina D són compostos què estan relacionats en la síntesi de melanina i factors de protecció solar. També s'han estudiat els efectes dels extractes hidroalcohòlics del cogombre per l'elaboració de cremes amb efectes antiacne amb resultats positius.

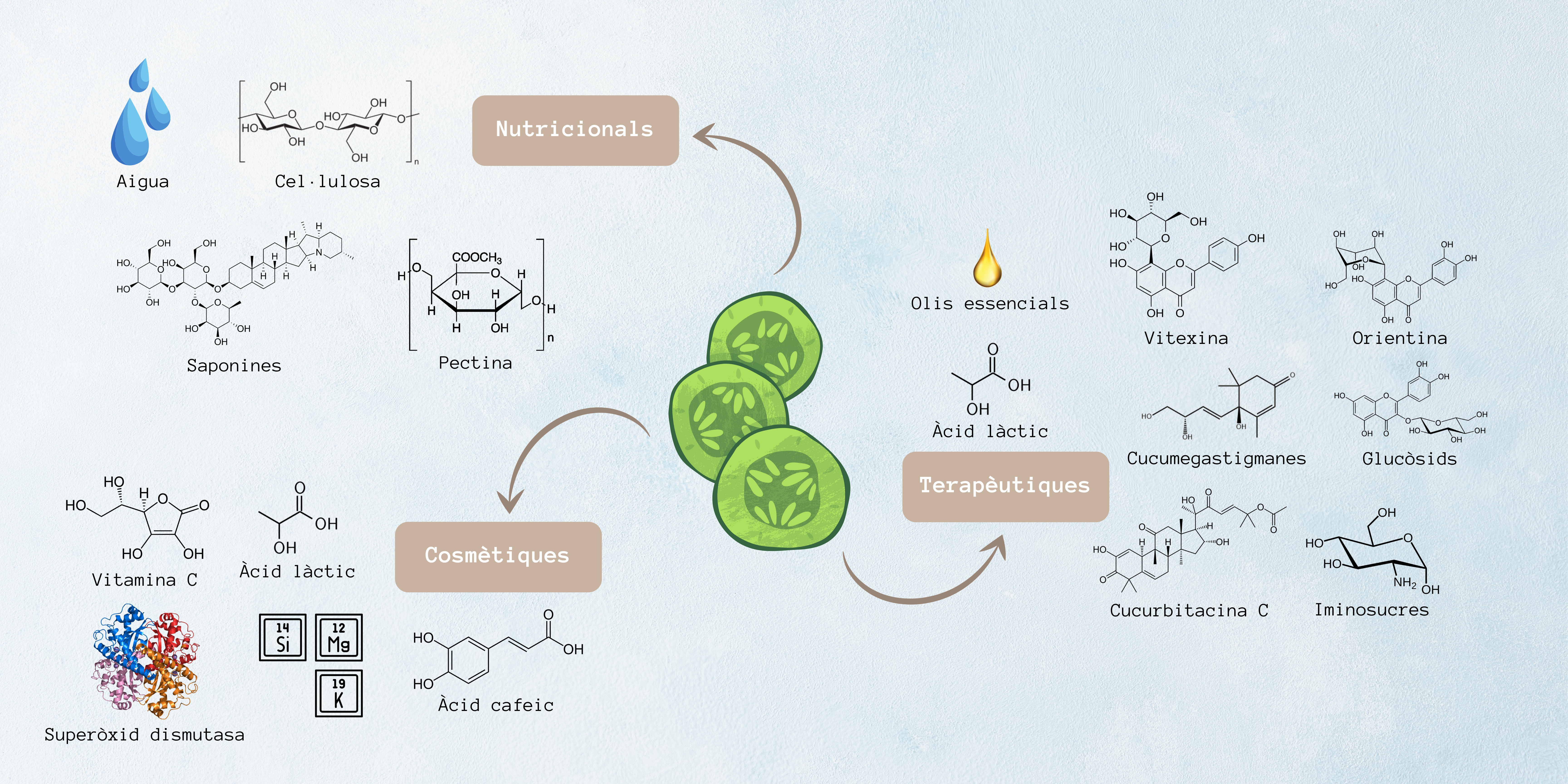
S'assenyalen els principals components què fan del cogombre un excel·lent candidat per l'abordatge terapèutic, cosmètic i nutricional. Es destaquen elements com la cucurbitacina com a agent quimioteràpic, la vitamina C com a antiinflamatori i l'alt percentatge d'aigua, el qual suposa un benefici a nivell alimentari.

### Consum
El cogombre és un aliment consumible en diverses formes, on sigui en cru o cuinat, cal que es mengi o prepari l'aliment quan el fruit no és totalment madur, amb un color verd clar o fosc (quan adquireix tonalitat groguenca, no és apte per al consum).
Es tracta d'una hortalissa què enriqueix les receptes i constitueix l'element principal o complementari de diversos plats arreu el món. En la cultura mediterrània normalment es consumeix de forma crua (ja sigui per l'elaboració d'amanides, gaspatxo…), mentre que en països orientals és de forma cuinada. Es tracta d'un aliment refrescant i per això se sol consumir en fred i a l'estiu.

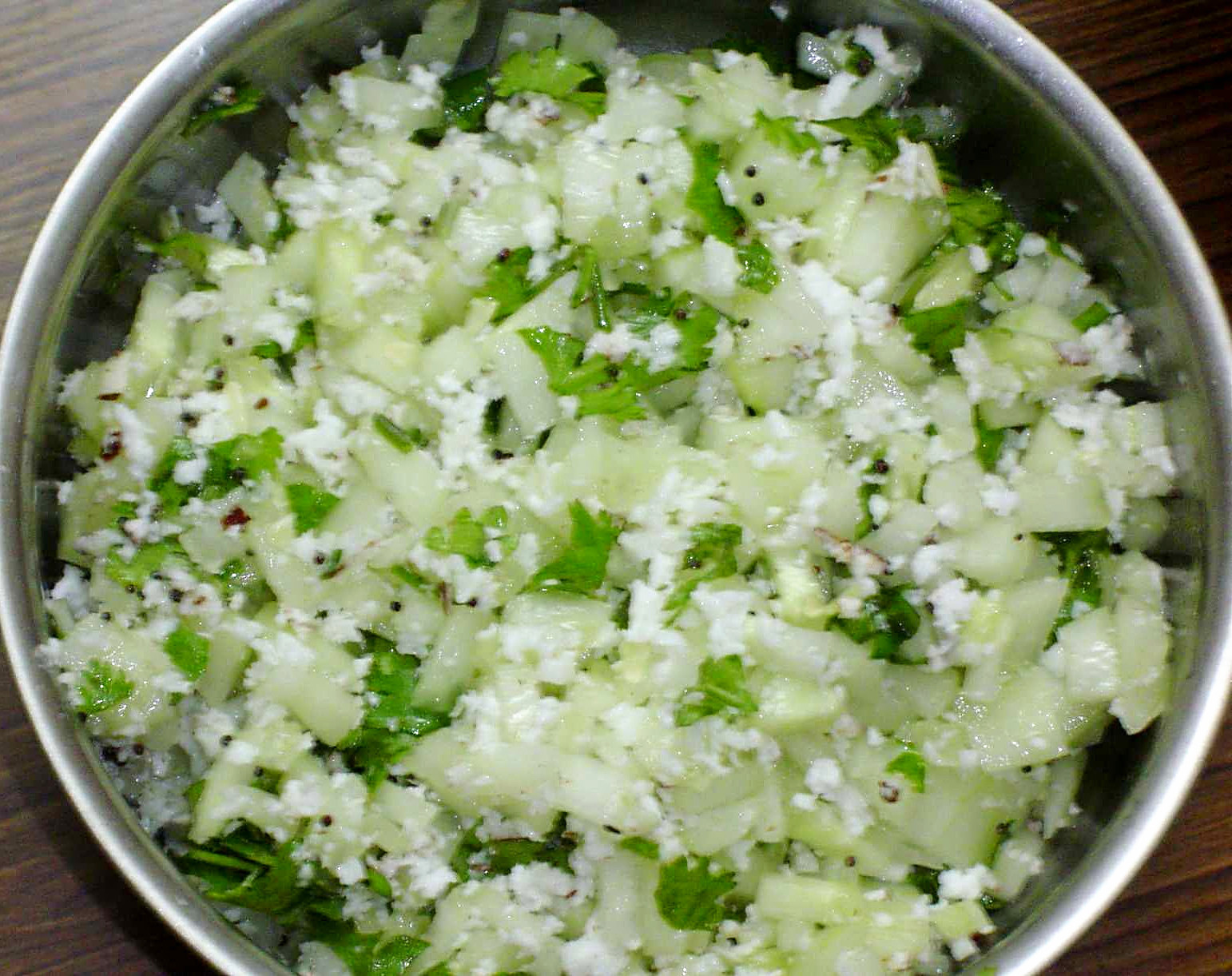
Kosambri, amanida de cogombre típica del sud de l'Índia.
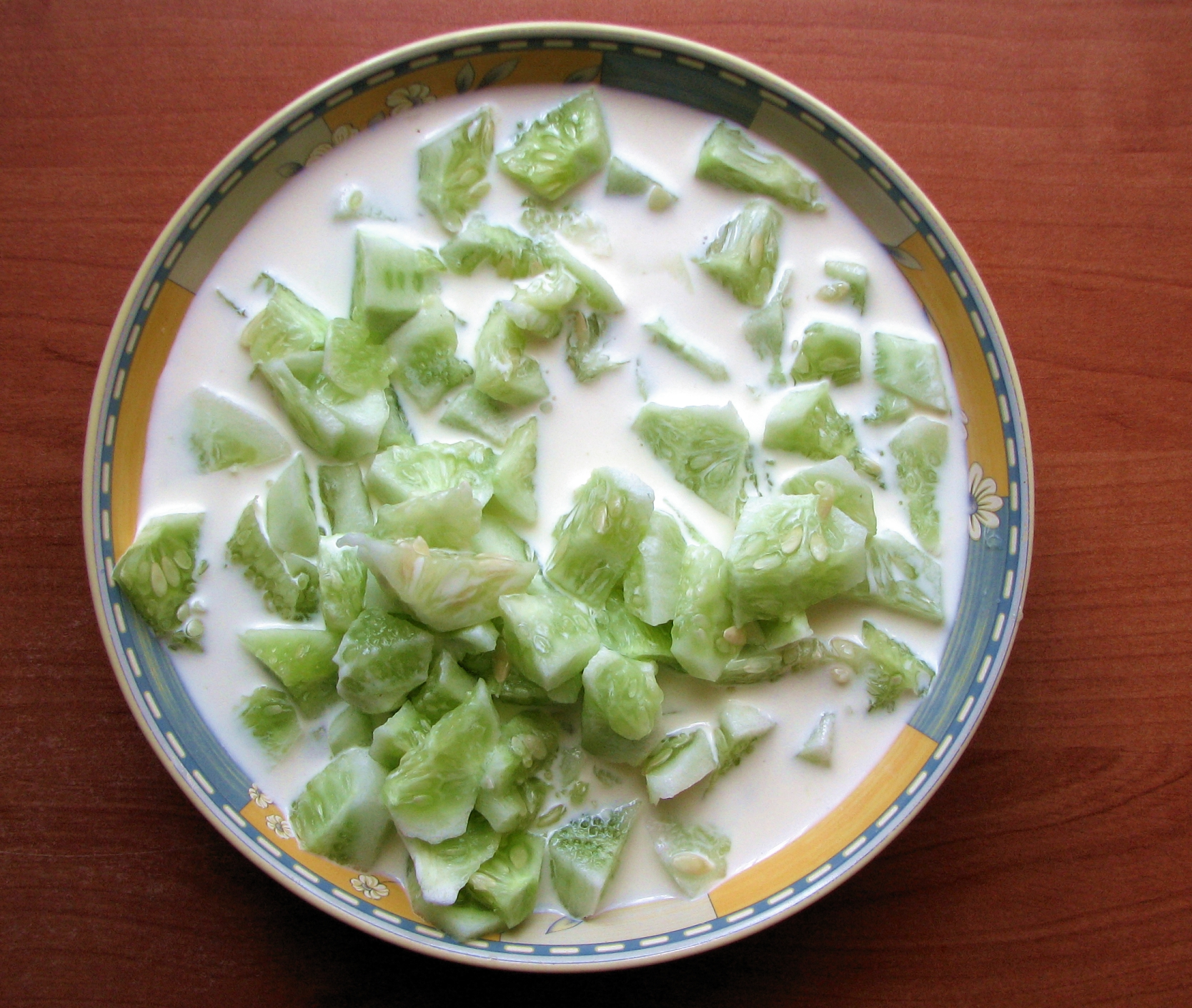
Mizeria, amanida de cogombre i quefir típica de Polònia.
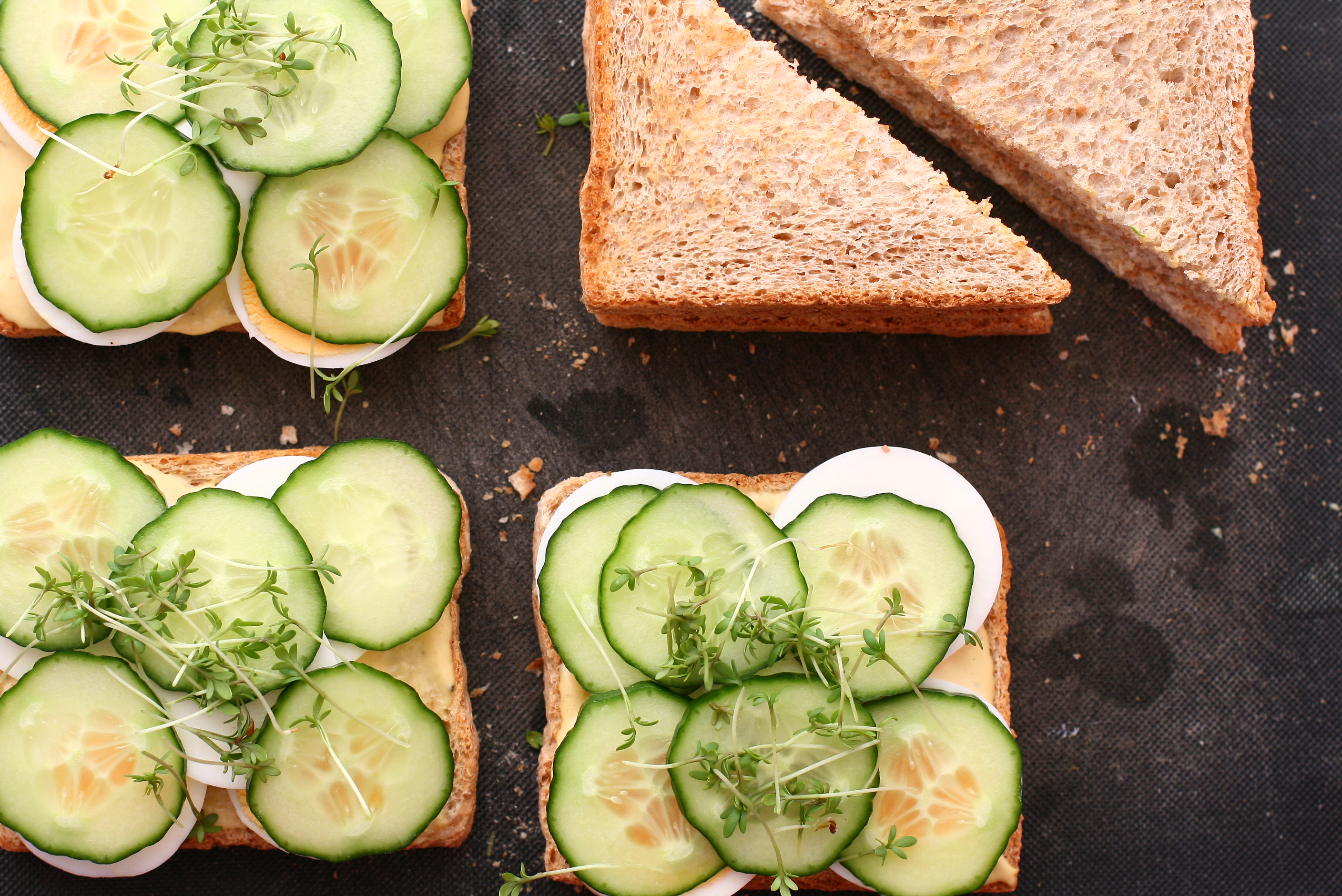
Sandvitx amb cogombre.
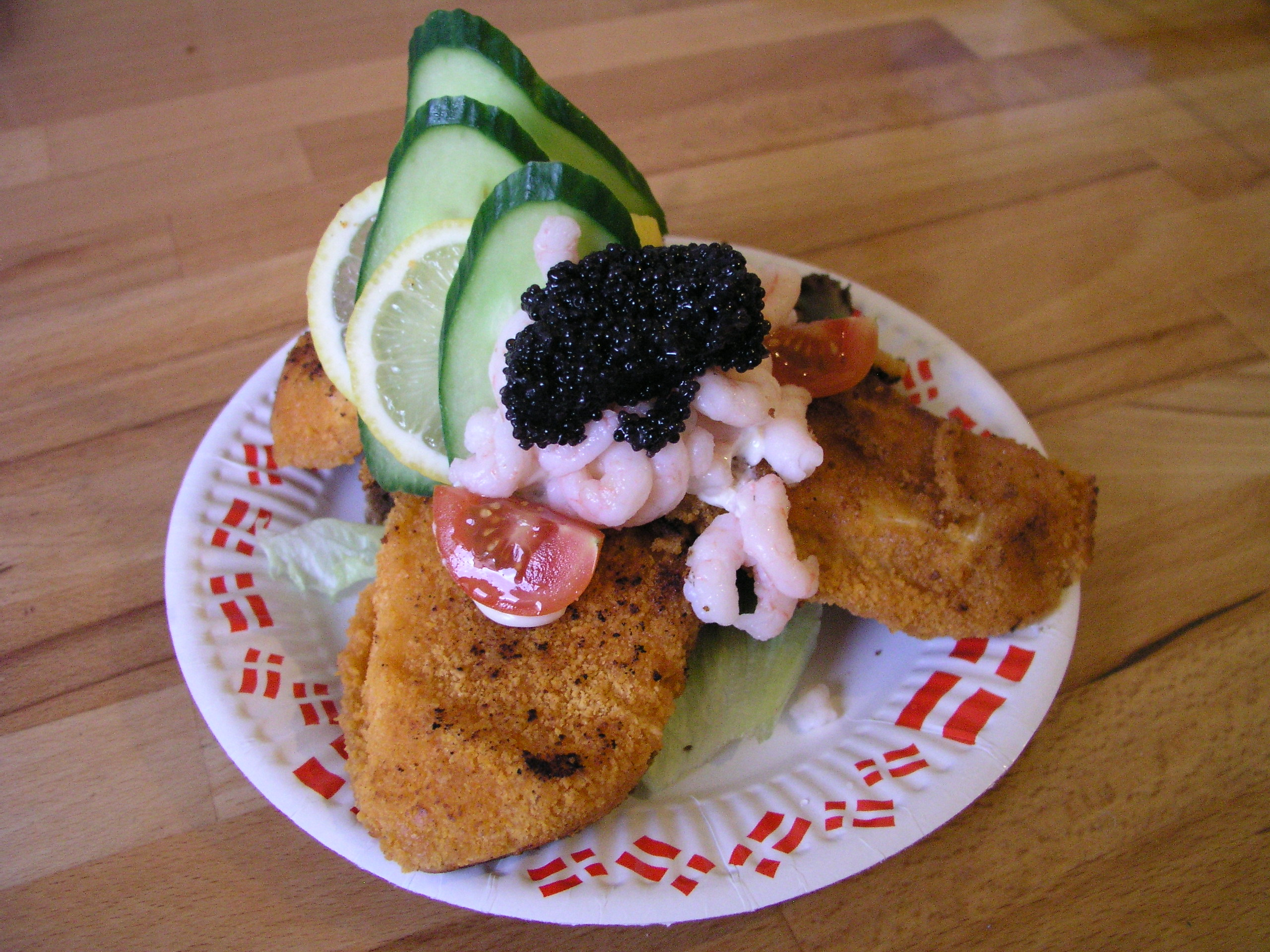
Smørrebrød, plat amb cogombre característic de Dinamarca i Noruega.
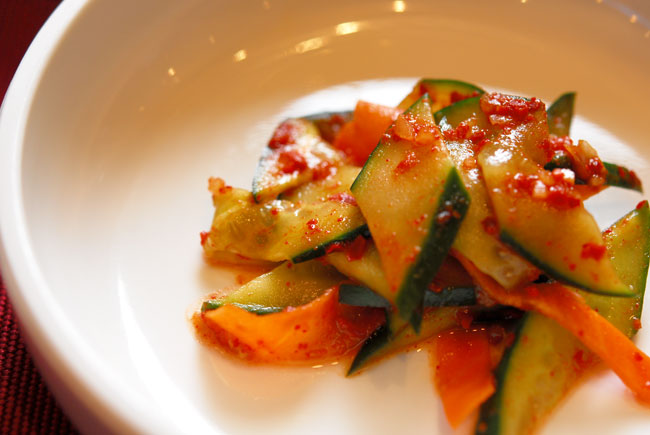
Oimuchim, amanida picant amb cogombre típica de Corea.
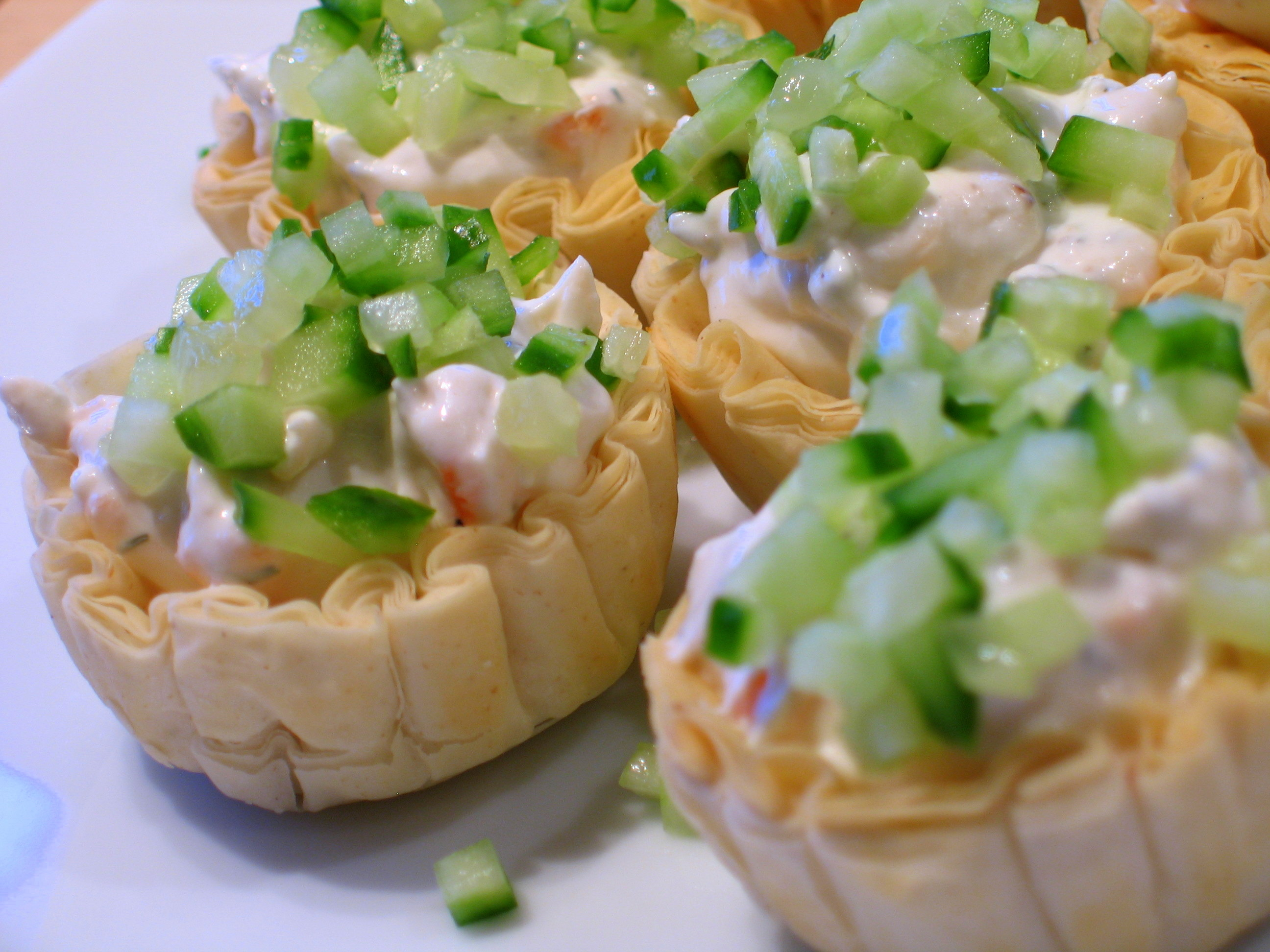
Aperitiu condimentat amb cogombre.
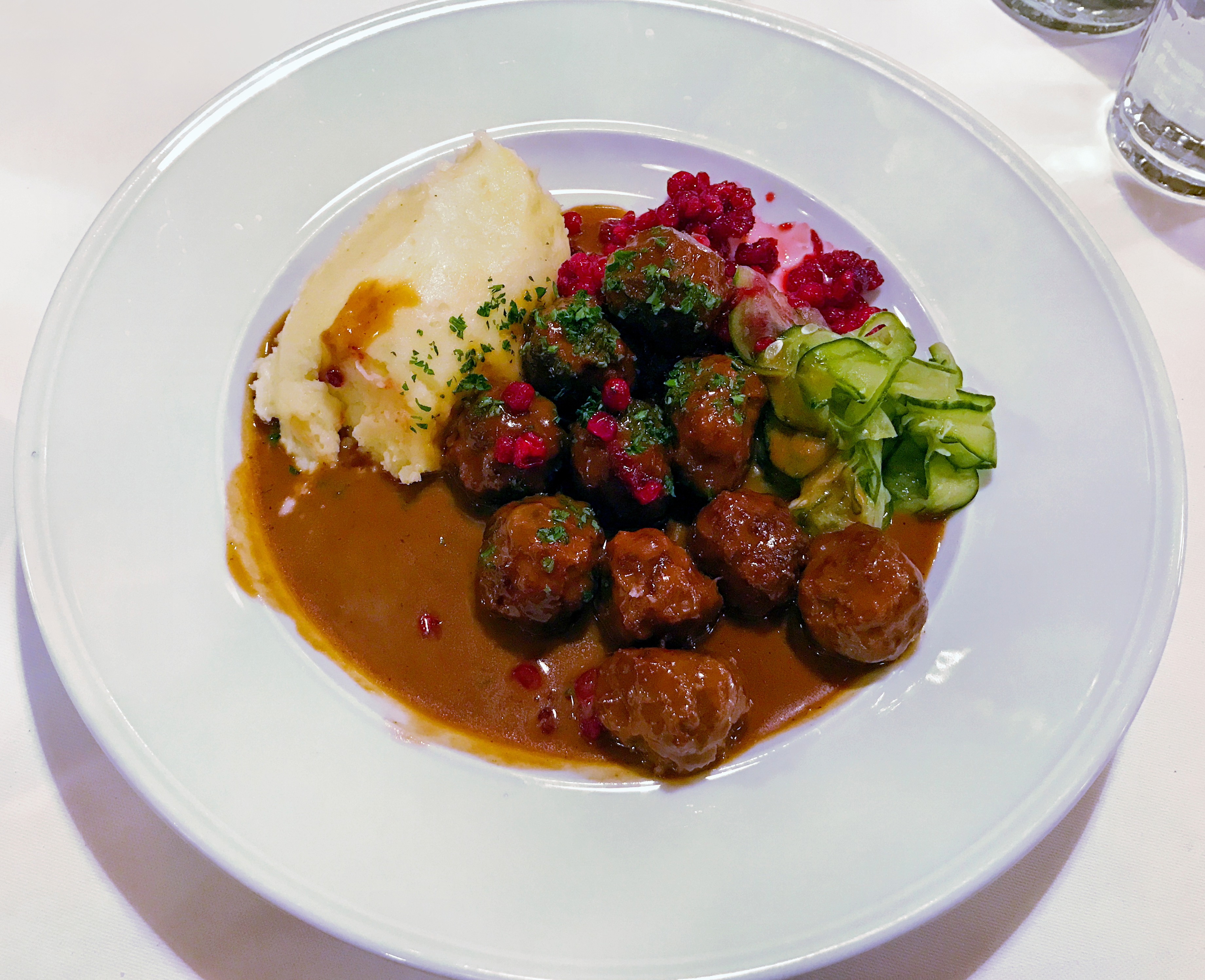
Köttbullar, mandonguilles acompanyades de cogombre, plat típic de Suècia.
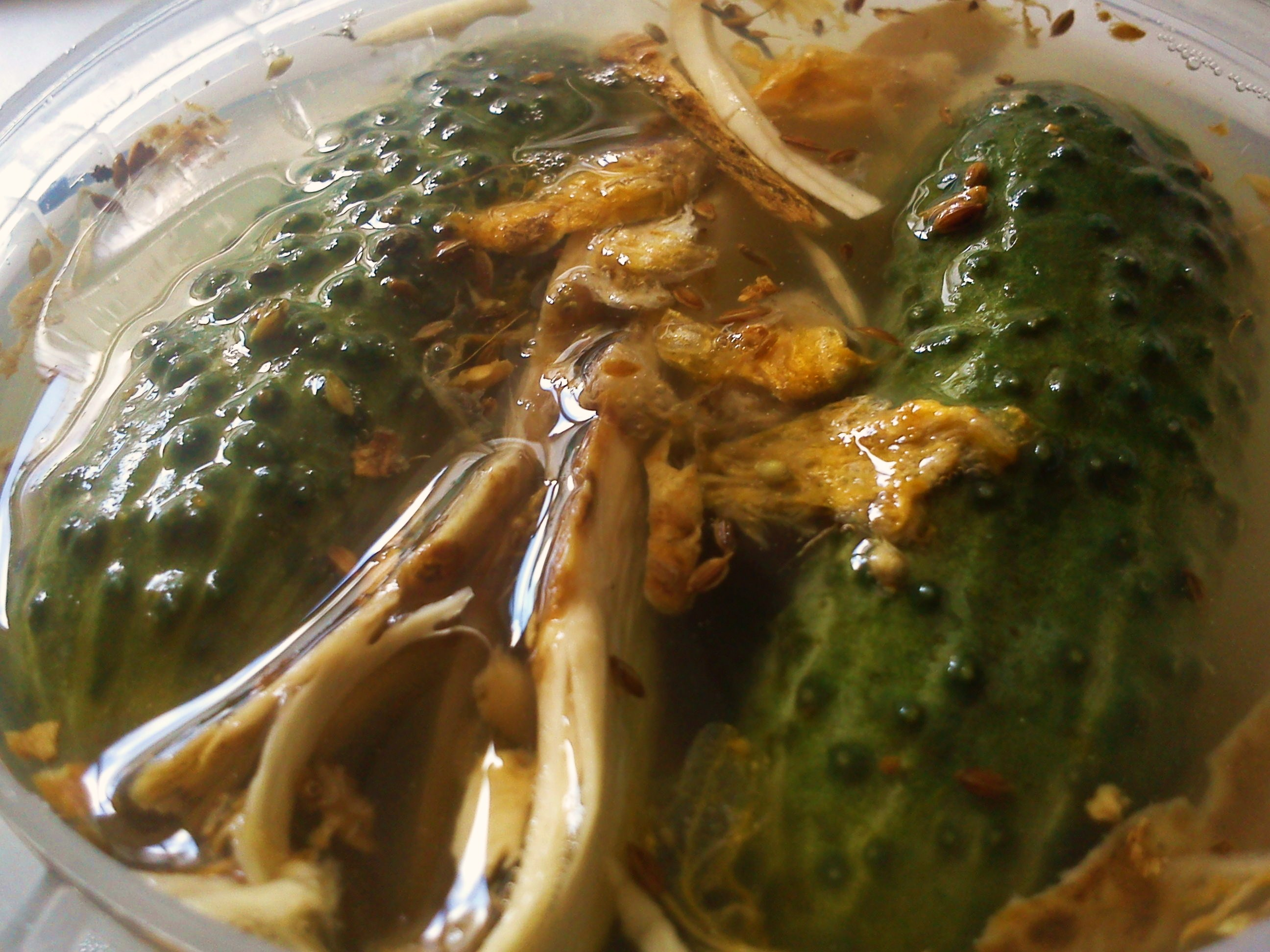
Cogombre a l'escabetx típic a Polònia.
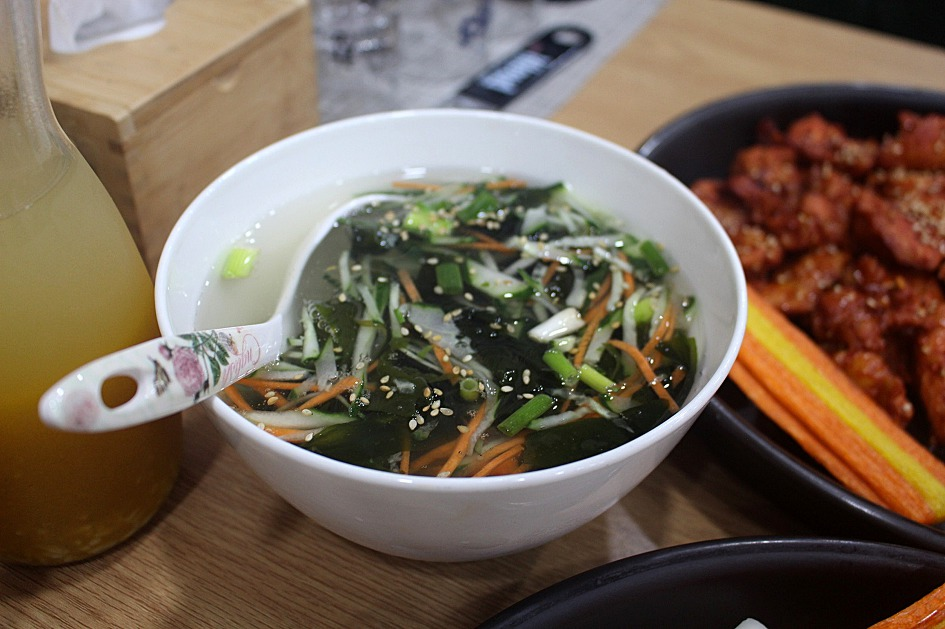
Oi-Naengguk, sopa de cogombre freda típica de Corea.
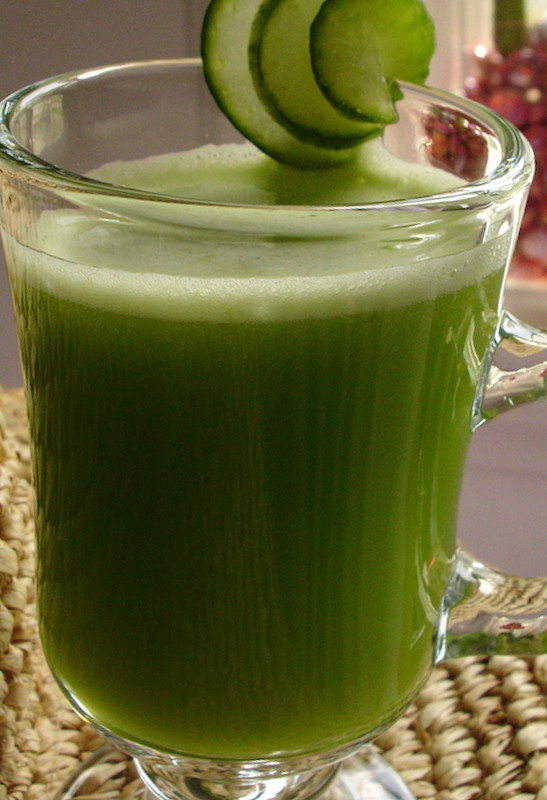
Beguda feta a base de cogombre.
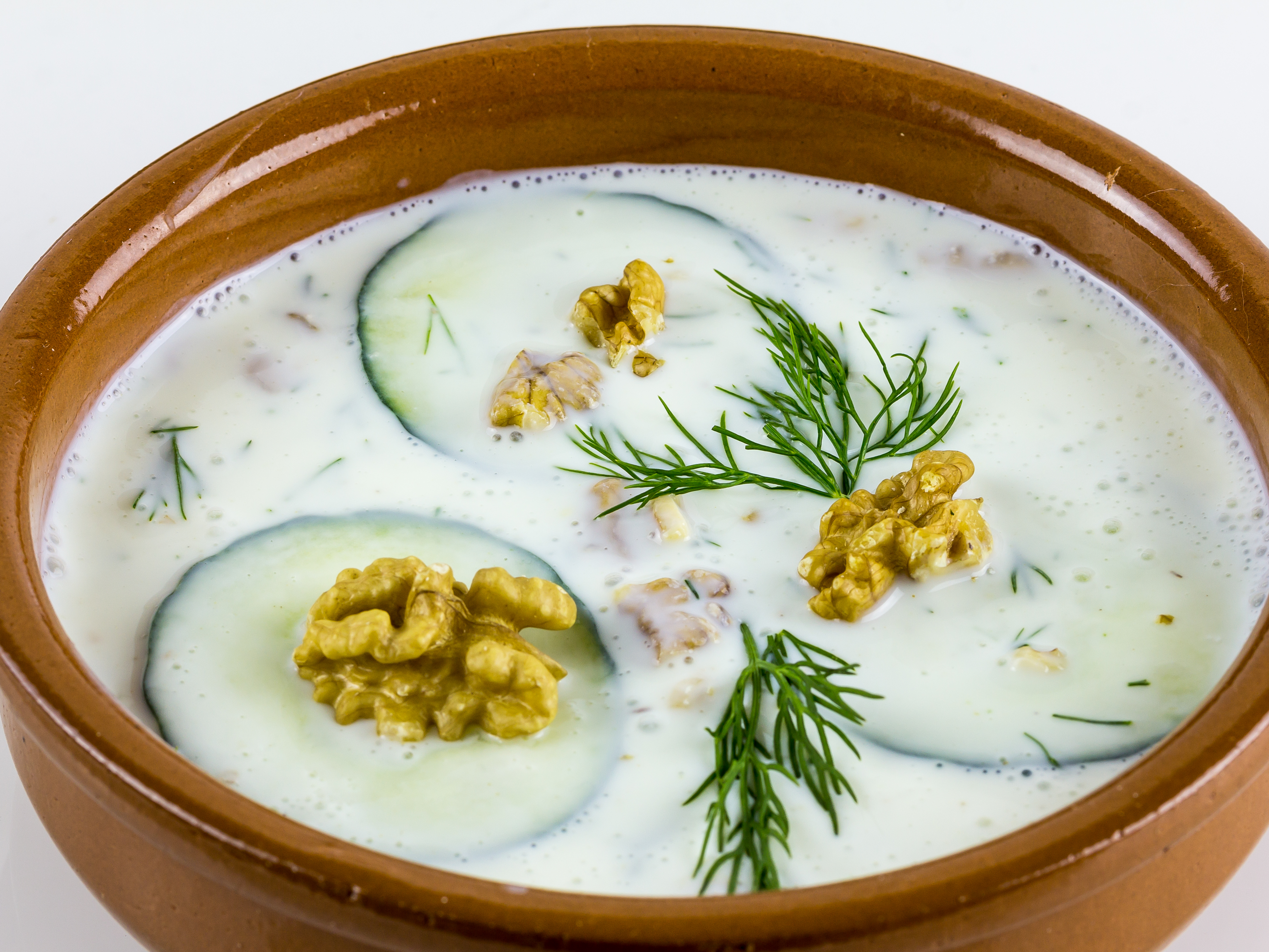
Sopa de cogombre.
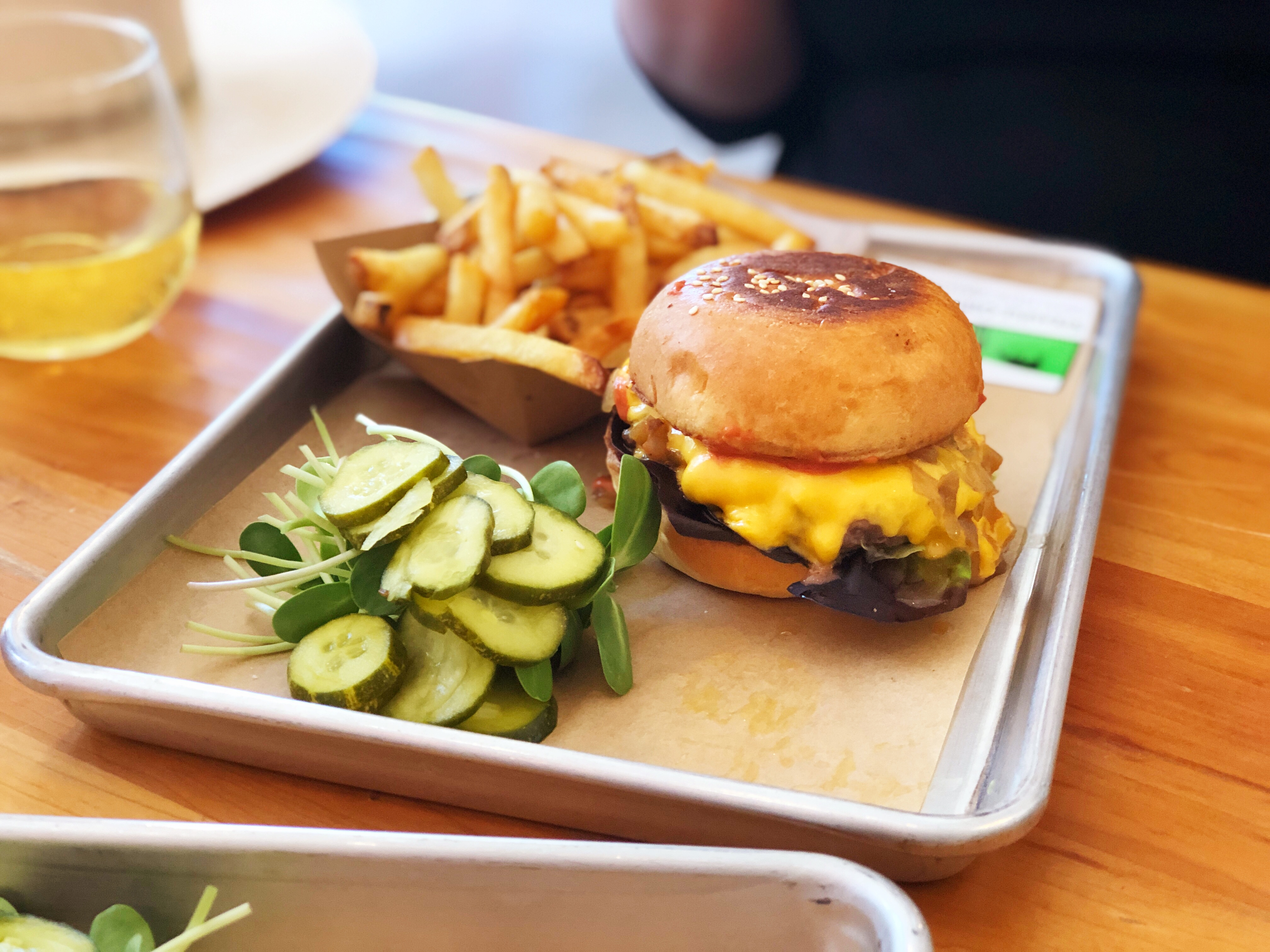
Hamburguesa amb cogombre com a condiment.
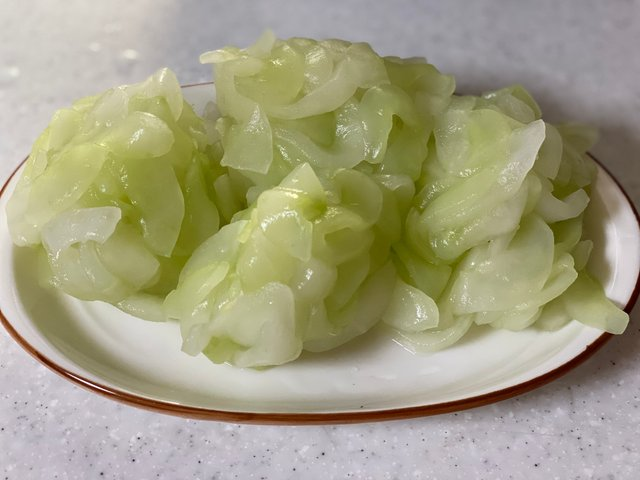
Nogak, amanida amb cogombre vell típica de Corea.
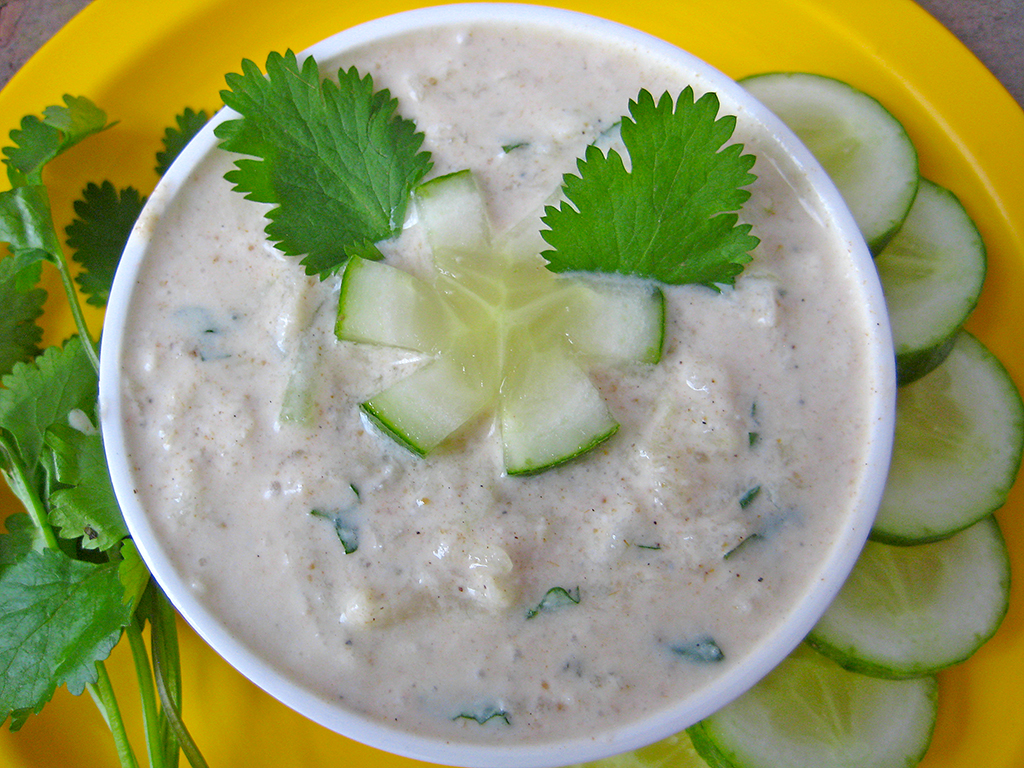
Raita de cogombre, plat d'acompanyament típic de l'Índia.
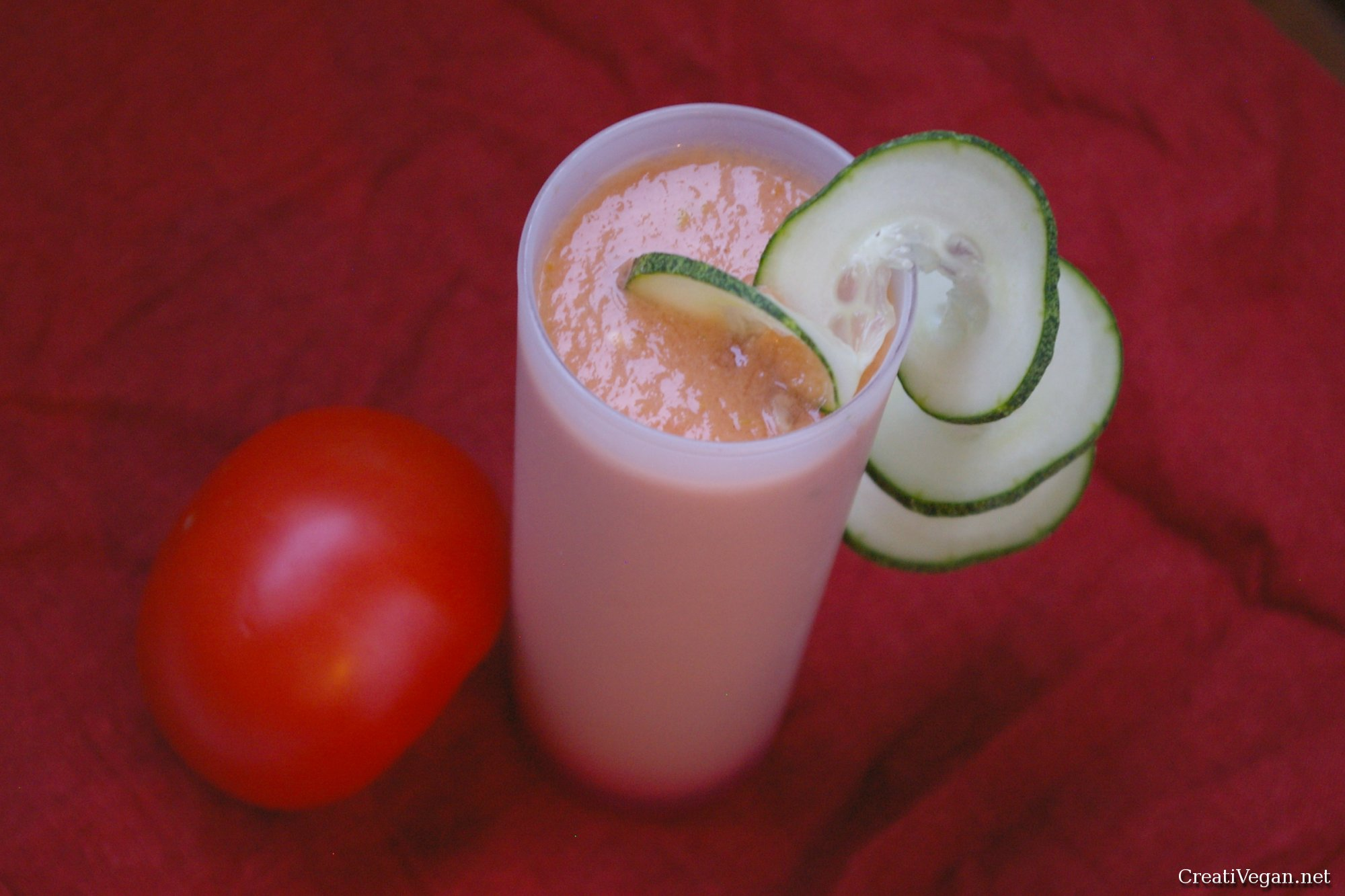
Gaspatxo, sopa freda amb cogombre típica d'Espanya.

## Cultiu
L'elevat consum del cogombre fa necessari el seu cultiu. Aquest depèn de diversos factors que s'han de tenir en compte perquè el procés es porti a terme adientment per tal d'obtenir els fruits de la millor qualitat possible.

### Fenologia del cultiu
El cicle de desenvolupament del cogombre és curt i varia segons el maneig agronòmic i les condicions edafoclimàtiques de la zona on es trobi la cultivar. Les fases fenològiques del cogombre estan dividides en tres fases:
- Fase de germinació (4-5 dies després de la sembra). Generalment la llavor germina en poc temps depenent de la varietat, temperatura (per sota dels 20 °C la planta germinarà molt lentament, per sota dels 10 °C no germinarà),[49] humitat i altres factors. Aquesta fase comença quan emergeixen els seus dos cotilèdons, els quals alimenten a la plàntula uns dies i més tard surten el primer parell de fulles veritables. Al llarg d’aquesta primera etapa s'observa un creixement vertical de la plàntula. Finalment, un cop arribats els 5-6 nusos, aquesta etapa es dona per finalitzada.[50]

- Formació de la planta (desenvolupament vegetatiu, 15-24 dies després de la sembra, i floració, 27-34 dies després de la sembra). S'inicia a partir dels 6 nusos. L'eix principal de la tija continua creixent i, simultàniament, comencen a emergir de les gemmes axials de les fulles els brots laterals. El creixement d’aquests, implica que la planta s'acabi inclinant, ja que poden arribar fins als 3,5 m de longitud en condicions normals. A mesura que la planta creix, es desenvolupen les estructures reproductives (flors). En principi, cada flor neix a la seva pròpia tija unida a la tija principal en un nus i depenent de la varietat i de les condicions ambientals, aquestes poden començar a desenvolupar-se als primers nusos. Les flors masculines sorgeixen primer, però no produeixen fruits i cauen una vegada completada la pol·linització. Les flors femenines, en canvi, sorgeixen en una o dues setmanes.[51]

- Desenvolupament del fruit. Una vegada pol·linitzades les flors femenines, aquestes s'inflen a la base i es comença a formar el fruit. Depenent de la varietat i de les condicions meteorològiques, a partir dels 48 i els 76 dies després de la sembra, els fruits del cogombre es poden collir. A més, les plantes de cogombre produeixen més fruits quan aquests es recullen amb regularitat.[51]

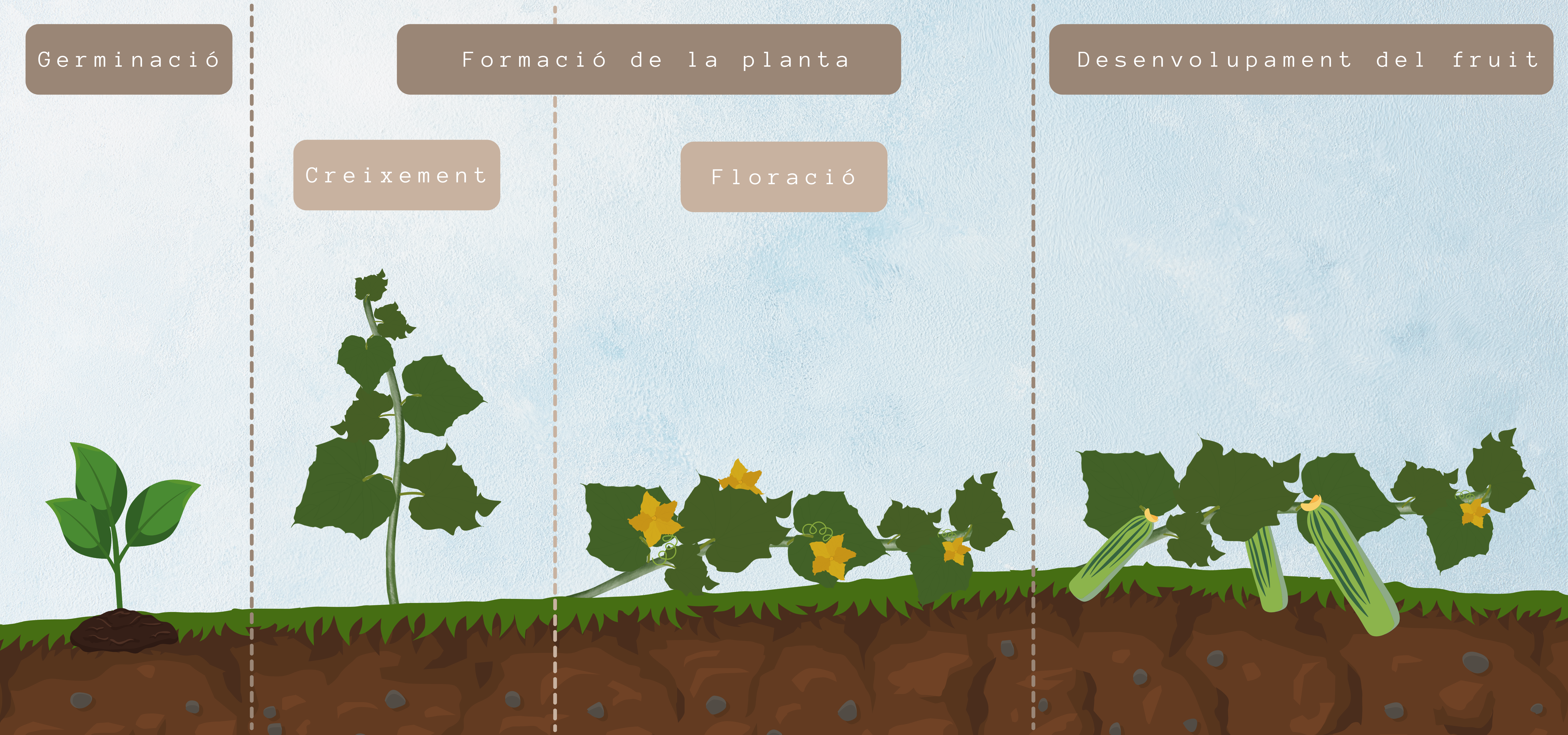
Es poden observar les diferents etapes fenològiques del desenvolupament del cogombre.

### Requisits del cultiu
Aquest cultiu requereix una temperatura càlida moderada, que idealment es troba entre els 20 i els 28 °C en l'etapa de germinació i entre els 20 i els 25 °C a l'etapa de desenvolupament vegetatiu. A major temperatura durant el dia, major serà la producció precoç. Tot i això, si durant el dia la temperatura arriba als 30 °C, les plantes poden arribar a patir desequilibris que afectaran directament a processos com la fotosíntesi o la respiració. D'altra banda, les temperatures nocturnes ideals pel bon desenvolupament del cultiu són les que es troben en un rang entre els 18 i els 20 °C, ja que, temperatures iguals o inferiors als 17 °C ocasionen malformacions a les fulles i els fruits del cultiu. Per tant, per sobre dels 40 °C i per sota dels 14 °C, el creixement de la planta s'atura, i quan la temperatura baixa per sota d’1 °C, les plantes acaben morint congelades, experimentant un marciment general difícil de recuperar. En relació amb l'altitud, els cultius s'adapten bé a altituds de fins a 1200 msnm.
Respecte a les necessitats de llum del cultiu del cogombre, aquestes es troben força relacionades amb la temperatura, augmentant els seus requisits amb aquesta. La planta del cogombre requereix radiació solar per realitzar amb normalitat el seu cicle, de fet, a major quantitat d'aquesta, major és la producció. Pot aguantar tant a baixes intensitats de llum, dies curts on l'exposició és de menys de 12 hores, com a elevades intensitats en dies llargs. Tanmateix, és aconsellable localitzar el cultiu en terrenys ben assolellats. Una intensitat baixa de llum estimula la formació d'un nombre més gran de flors femenines i, en canvi, una intensitat elevada afavoreix la formació de flors masculines.
Pel que fa a la humitat relativa, es tracta d’un cultiu molt exigent a causa de la seva gran superfície foliar. Durant el dia, la humitat relativa òptima ha d'oscil·lar entre el 60-70% i durant la nit entre el 70-90%, essent una situació crítica si arriba a valors inferiors del 40%. De fet, convé recalcar que l'excés d'humitat (superior al 90% i amb atmosfera saturada de vapor d'aigua) estimula l'aparició de malalties fúngiques (com per exemple, el míldiu). A més, a humitats relatives baixes es promou el desenvolupament de l'aranya vermella.
Quant a altres condicions climatològiques, les precipitacions ajuden el cultiu a reduir la incidència de malalties que el poden afectar, sobretot si aquest es troba a l'etapa de collita. Aquest cultiu requereix precipitacions relativament baixes. Altrament, la presència de vent continuat de més de 30 km/h durant diverses hores (de 4 a més de 6 hores) provoca una disminució de la humitat relativa que accelera la pèrdua d'aigua de la planta (augmentant-se així els requisits hídrics). En conseqüència, disminueix la fecundació per una inadequada humitat dels estils florals, s'atura el creixement de la planta i fa malbé les tiges i les fulles, fet que suposa l'acceleració de la senescència de la planta i la reducció significativa de la producció. Per tant, és aconsellable que el cultiu del cogombre tingui lloc en zones arrecerades del vent.
Finalment i en referència al sòl, el cogombre es pot cultivar en una àmplia gamma de sòls fèrtils d'estructura solta, amb suficient matèria orgànica, bona aireació i ben drenats; aquests comprenen des de sòls sorrencs fins als franc-argilosos. Cal una profunditat superior als 60 cm per facilitar el creixement del sistema radicular i amb això, que la retenció de l'aigua sigui més gran per tal d’aconseguir un bon desenvolupament de la planta. No obstant això, un sòl excessivament argilós facilita que aquest s'entolli i afavoreixi el desenvolupament de malalties fúngiques. Es tracta d'un cultiu amb una certa tolerància a la salinitat, encara que no molt elevada. Per tant, un sòl amb una elevada concentració de sals, afectarà el desenvolupament de la planta, ja que dificultarà l'adsorció d'aigua, fet que endarrerirà el creixement, debilitarà la tija, les fulles s'enfosquiran i seran més petites i els fruits obtinguts creixeran torçats. D'altra banda, un sòl amb una baixa concentració de sals, donarà lloc a plantes més denses i exuberants, que presentaran una major sensibilitat a diverses malalties. Pel que fa al pH, el cultiu es desenvolupa correctament dins del rang comprès entre 5,5 i 7,5. Sobretot, es deuen evitar sòls àcids amb pH inferiors a 5,5. Respecte a la temperatura, el sòl ha d'estar entre els 18 i els 20 °C pel creixement òptim del cultiu. La temperatura mínima d'aquest es troba entre els 12 i els 14 °C.

### Tècniques de cultiu
Primerament, la preparació del terreny es duu a terme passant l'arada, a uns 30-40 cm de profunditat, i l'esterrossador, a una profunditat de 30 cm, per incorporar brossa i desfer masses compactes de terra. Es tracta d’un pas previ a la sembra molt important, doncs, com a resultat s'obtindrà un sòl anivellat i ferm amb una textura fina i uniforme, que permetrà el desenvolupament adequat del cultiu. El treball de preparació depèn de diferents factors, com són, el tipus de sòl, el tipus de mala herba o herba adventícia que hi creixi, la humitat del sòl, la preparació del terreny anteriorment portada a terme, etc. Així doncs, les tasques de preparació del terreny no sempre seran les mateixes, encara que es tracti repetidament el mateix terreny.
Amb relació a l'ús de l'esterrossador, aquest crea a la vegada un llit de sembra, és a dir, un solc. Aquest solc és d'aproximadament 1,2 m d'ample i de 25-30 cm d'alçada i suposa un factor important a l'hora de proporcionar un bon drenatge al cultiu, sobretot en les èpoques més plujoses de l'any.

Cal remarcar que el cogombre es pot cultivar durant tot l'any. La seva sembra consisteix bàsicament a col·locar tres o quatre llavors en cada solc, d'uns 2 o 3 cm de profunditat, segons les distàncies recomanades de cada sistema de sembra utilitzat. Les distàncies entre solcs poden variar entre 0,8 i 1,5 m; i la distància entre plantes acostuma a ser d'entre 0,15 i 0,50 m. És important tenir en compte la qualitat de la llavor que s'empra en el procés, ja que d'aquesta dependrà la culminació del cultiu. És per això que s'acostuma a realitzar una prova de germinació anterior a la sembra, on les llavors que la superen amb èxit, són les considerades com òptimes.

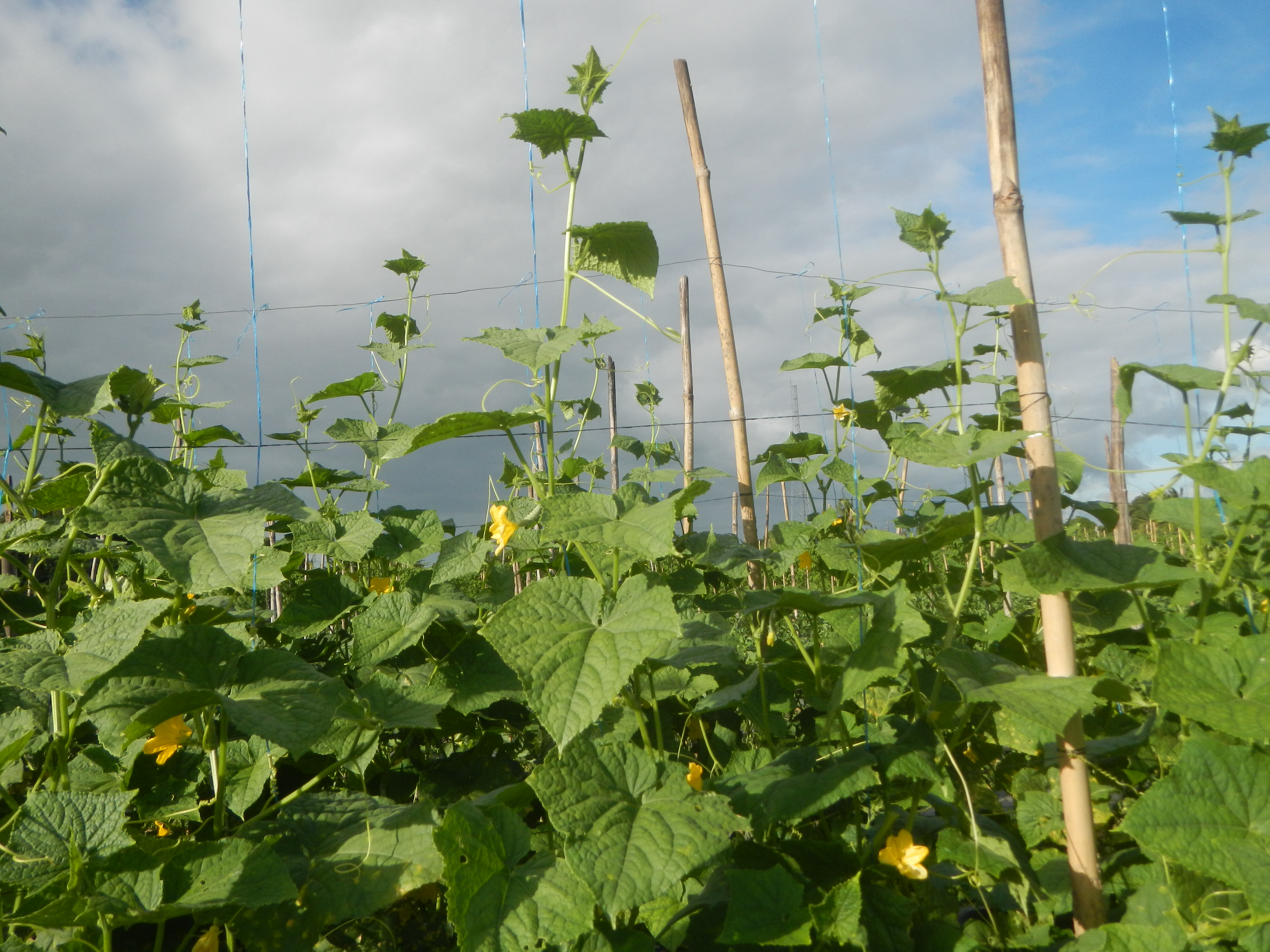
Enreixat de la cogombrera.

Quant a l'enreixat, es tracta d'una tècnica necessària per a mantenir la planta dreta, tenint en compte la seva habilitat enfiladissa. Consisteix a crear una estructura de suport al voltant de la planta per guiar el seu creixement, de forma que aquest sigui vertical i no a sobre el sòl. D'aquesta manera, s'aconsegueix millorar l'aprofitament de la llum per la bona disposició de les fulles, un bon aireig a l'interior de la plantació, homogeneïtat en el color i la forma dels fruits, disminució de les malalties de la planta i major facilitat per dur a terme les tasques agrícoles.
Pel que fa a l'esporgada o poda de formació, aquesta depèn, entre d'altres, de la varietat i la fructificació del cogombre. En el cas del cogombre llarg, la poda es realitza en tots els brots laterals, deixant d'aquesta manera la planta amb una sola tija. Respecte al cogombre curt i al mitjà, la poda és similar i, encara que no s'eliminen els brots per complet, aquests es despunten a partir de la segona fulla depenent de l'energia de la planta (a major energia, major longitud del brot). En referència a l'esfullat de la planta, les fulles més velles, grogues o malaltes s'eliminen de forma que la planta continua creixent i donant els seus fruits. Per tant, una poda equilibrada participa en obtenir una major producció i qualitat del fruit, millor aireig, lluminositat i major accessibilitat per dur a terme diferents tractaments al cultiu o per la collita.
Cal destacar que, encara que el cogombre sigui, en certa manera, tolerant amb períodes de sòl sec, no és l'idoni. L'òptim és tenir el sòl sempre humit, encara que s'ha d'anar amb cura de no entollar-lo i saturar-lo, per tant, és important mantenir una freqüència de reg alta i no tan abundant i que el reg sigui localitzat. Abans de realitzar la sembra del cultiu, es duu a terme un reg profund, per a, d'aquesta manera, aconseguir la humitat convenient en el moment de la sembra. Una vegada el cultiu germina i comença a créixer, es realitza un reg abundant per provocar un cert estrès hídric què generi un bon arrelat. S'ha detectat que alguns fruits poden tornar-se amargs si són exposats a condicions de reg desiguals.
Seguidament, és fonamental elaborar un pla d'adob atenent a les necessitats nutricionals del cultiu i al moment d’aplicació (abans, durant i després de la sembra). El cogombre requereix una quantitat considerable de Nitrogen, Fòsfor i Potassi. Part d’aquests nutrients els extrau del sòl, encara que a vegades no cobreixen del tot les seves necessitats i és, llavors, quan es posa en marxa el pla d'adob.
Així mateix, pel bon desenvolupament del sistema radicular de la cogombrera és important eliminar els fruits que es formen als primers centímetres de la planta (primeres 7-8 fulles). Això es deu al fet que aquests creixen en contacte amb el sòl implicant que siguin considerats com a fruits de baixa qualitat. A més, aquests fruits priven a la planta del seu desenvolupament aeri habitual i limiten la producció de la seva part superior. No només s'han d'eliminar els fruits anomenats anteriorment, sinó que, els fruits corbats, amb malformacions, avortats i els que creixen agrupats a la mateixa axil·la (només algunes varietats de cogombre) també han de ser escindits com més aviat millor. L'aclarida de fruits ajuda a emplenar els altres fruits que no s'eliminen i a més dona major precocitat al creixement.
Finalment, els insectes pol·linitzadors, sobretot les abelles, són essencials en el cultiu del cogombre, ja que sense ells no és possible obtenir bones produccions comercials dels fruits (excloent els cultius partenocàrpics). De fet, les abelles es poden adquirir fàcilment com a material viu d'apicultura, aquestes són fàcils de manejar i poden ser col·locades a qualsevol lloc segons la conveniència. En aquest cas, les abelles ajudaran a la fecundació de les primeres flors del cultiu.

### Principals plagues del cultiu

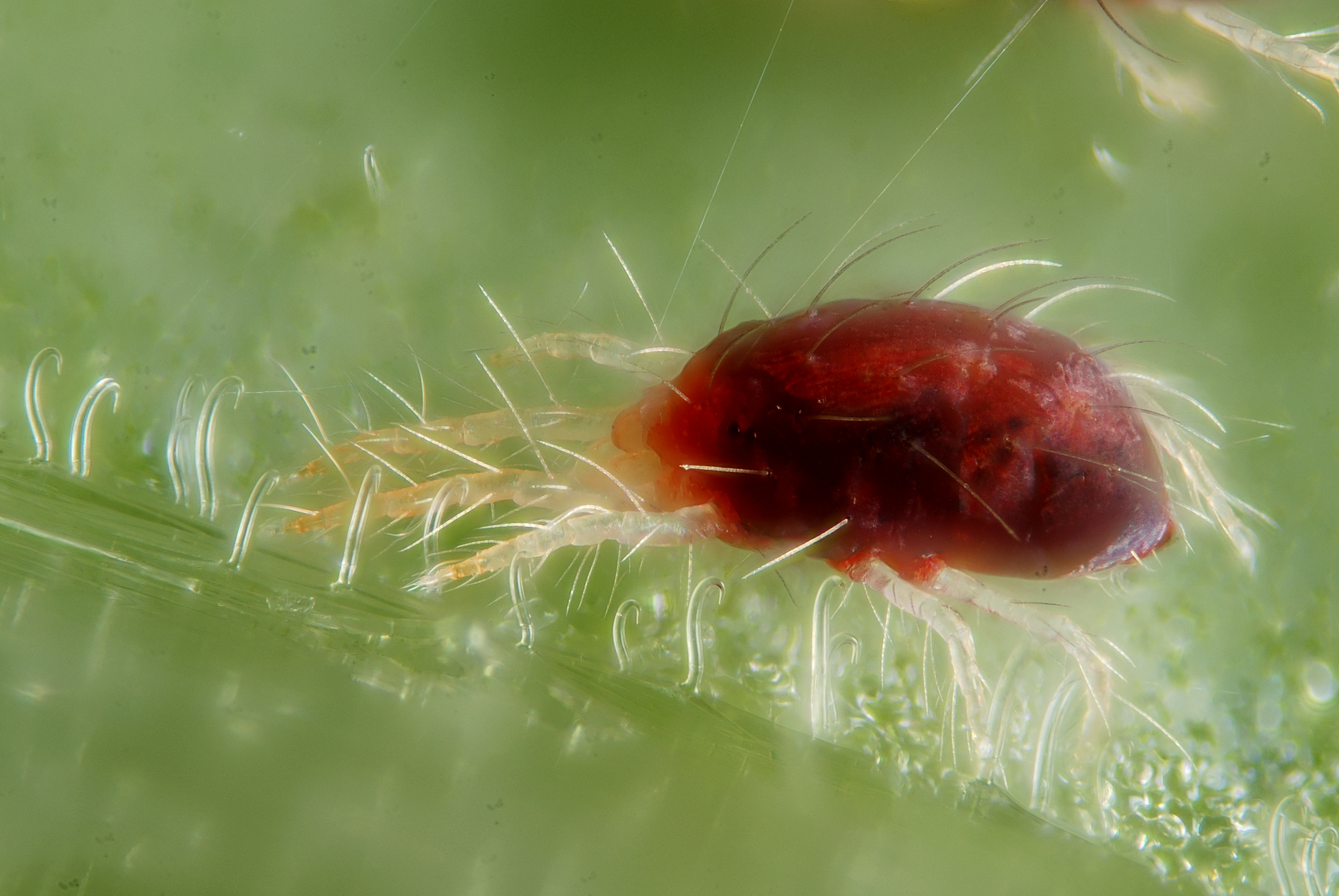
Tetranychus urticae (aranya vermella comuna)

#### Insectes
La plaga més comuna és causada per Tetranychus urticae (o aranya vermella), la qual actua sobre els estomes, els quals els trobem en el revers de les fulles, o entre les cèl·lules epidèrmiques, injectant enzims digestius per després xuclar els productes obtinguts. En conseqüència, la clorofil·la es fa malbé, es redueix la taxa de fotosíntesi i provoquen l'aparició de lesions foliars. El desenvolupament de la plaga es veu afavorit per temperatures càlides i una humitat relativa baixa. La plaga s'expandeix amb gran facilitat, ja que aquest organisme és capaç de sintetitzar seda que emmagatzema milers d'individus, la qual pot ser transportada per diverses vies com l'aèria o els animals. A més a més, aquesta tècnica els permet tenir protecció de les condicions externes desfavorables, entre d'altres.

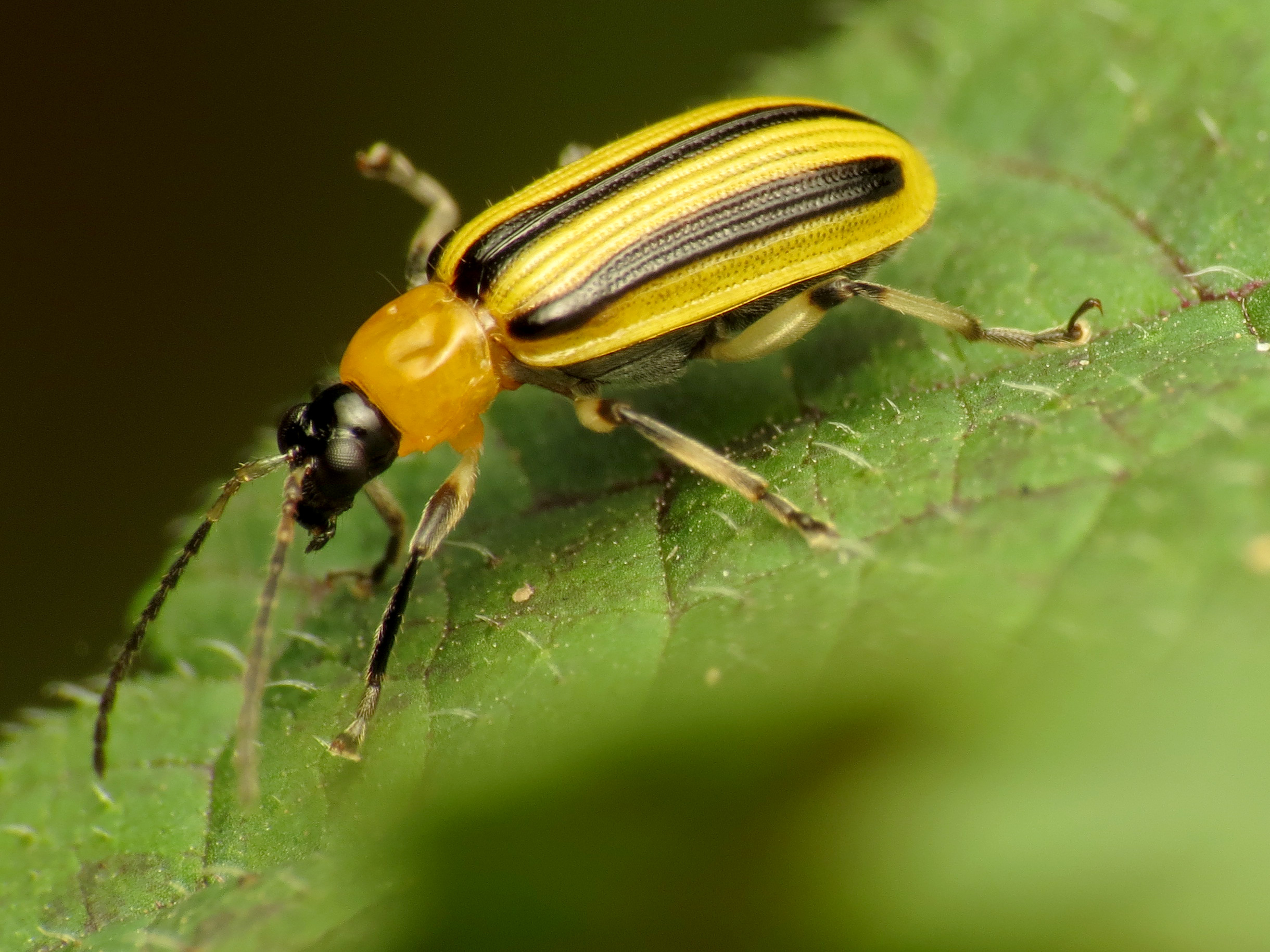
Acalymma vittatum (escarabat rallat del cogombre)

Una altra plaga comuna és la provocada per Acalymma vittatum (o escarabat ratllat del cogombre), que es troba principalment als EUA. És capaç d'atacar a tota la planta i en qualsevol dels seus estadis. A més a més, els organismes adults poden dificultar la pol·linització de les flors i la producció del fruit. Les arrels de la planta es veuen afectades per les larves d'aquest escarabat, les quals es desenvolupen al sòl. La seva presència provoca una deficiència en el desenvolupament de les arrels, fent que siguin més sensibles a altres patògens, per exemple, a Fusarium oxyporum, provocant un marciment greu, bacteris com Erwinia tracheiphila dels quals en són portadors, entre d'altres.
A més a més, podem destacar a Trialeurodes vaporariorum (o mosca blanca dels hivernacles), la qual s'estableix al revers de les fulles i s'alimenten de la saba de manera directa (insectes xucladors). Aquest mecanisme d'alimentació provoca una coloració groguenca a les fulles, donant lloc a un creixement no adequat o, fins i tot, la mort de l'organisme. Cal destacar que la secreció de melassa sobre la planta facilita el desenvolupament de plagues fúngiques, la qual cosa ocasiona interferències en la fotosíntesi i la reducció de l'activitat de l'organisme.

#### Helmints
Meloidogyne és un dels gèneres de nematodes d'arrel més destructius què provoca, inclús en densitats poblacionals baixes, grans pèrdues de collites. En el cas del cogombre, aquest és atacat pel paràsit M. incognita. La fase infectiva és la juvenil o J2, la qual penetra en les arrels i es diferencia al parènquima xilemàtic de l'arrel. Penetra les cèl·lules amb l'estilet i injecta una sèrie de secrecions que indueixen hipertròfia en les cèl·lules parasitades, formant sincicis i cèl·lules gegants. Aquestes cèl·lules suposen una zona d'alimentació per al paràsit, què li permet el seu creixement fins a la fase adulta. A més, aquests canvis s'acompanyen de la formació de gales a les arrels, essent la principal problemàtica l'afectació del sistema radicular. Els efectes de la infecció duen a una reducció i deformació de les arrels (i, per tant, una disminució de la seva eficiència) què comporta una reducció de desenvolupament i rendiment de la planta.
S'han reportat casos de diversos gèneres de nematodes paràsits de cogombre tals com Aphelenchus, Tylenchorhynchus, Aphelenchoides, Ditylenchus, Pratylenchus, Tylenchus, Subanguina, Trichodorus, Tylencholaimus, Hemicriconemoides, Helicotylenchus, Longidorus, Merlinius, Paratrichodorus, Paratylenchus, Telotylenchusand i Zygotylenchus.

#### Bacteris

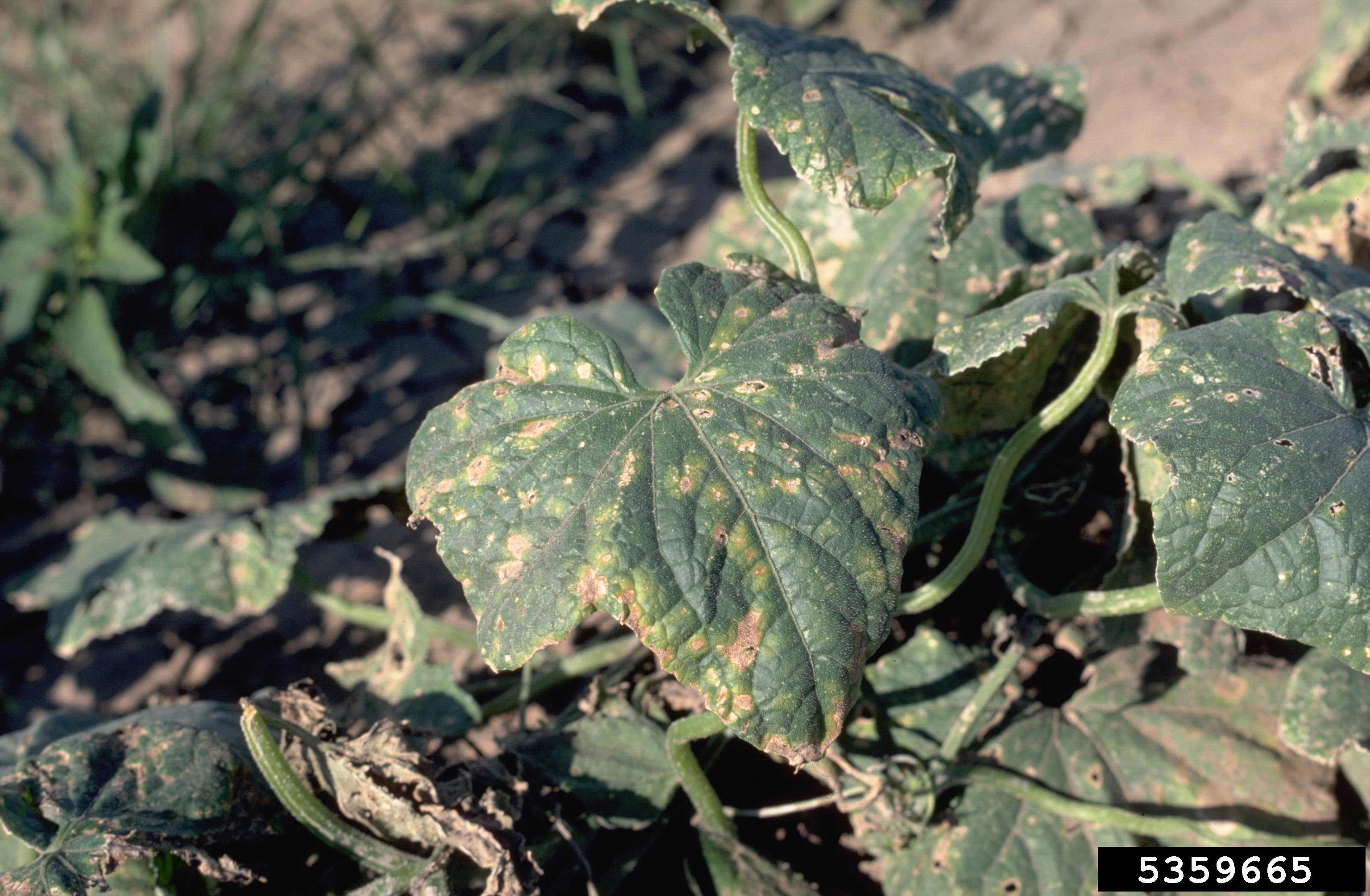
Fulles de cogombre afectades per Pseudomonas psyringae pv. lachrymans provocant la malaltia de les taques angulars.

Pseudomonas syringae pv. lachrymans és causant d'una infecció molt important, ja que és el principal causant de la malaltia de les taques angulars (o angular spot disease en anglès). Es caracteritza per emergir sota condicions d'humitat elevada. En l'inici de la malaltia es formen taques necròtiques amb formes rodones i, a mesura que avança la infecció, es produeixen lesions relacionades amb les innervacions de la fulla, la qual cosa provoca les formes angulars que caracteritzen aquesta malaltia. La mort de les cèl·lules de les fulles dona lloc a la reducció de la capacitat fotosintètica, la qual cosa fa disminuir el rendiment metabòlic i, per tant, també disminueix el rendiment del cultiu. Aquest fet dona lloc a pèrdues econòmiques molt importants en moltes regions, per exemple, dels EUA (Florida, Georgia, California...).
Pectobacterium carotovorum (anteriorment englobat dins del gènere Erwinia) és un bacteri causant de la podridura del cogombre. Va donar molts brots de moltíssima importància des de l’any 2014 fins a 2016 per arreu del món (Xina, Malàisia, USA, Sud-àfrica, Canadà, entre d'altres), la qual cosa va fer incrementar l’interés i el posterior estudi del funcionament de la patogenicitat. El marciment de la planta és causat per la invasió del microorganisme de tot el teixit vascular, on allibera enzims que degraden els components que integren la planta, com per exemple els que degraden la pectina que manté les cèl·lules cohesionades (patògens pectinolítics) i les parets cel·lulars. A més a més, presenta una gran adaptabilitat a l'hoste gràcies a diversos mecanismes interns que permeten la formació de biofilms, entre d'altres.
Xanthomonas campestris pv cucurbitae és un dels agents causants de malalties bacterianes associades a taques foliars. La infecció per aquest microorganisme dona lloc a una reducció del rendiment del cultiu de fins al 40%. Causa símptomes com hidrosi, que és l'alliberació de contingut cel·lular als espais intercel·lulars, la qual cosa causa taques d'aigua a les fulles que es van expandint fins que són delimitades per nervis secundaris més grans. Aquest mateix símptoma també es pot donar directament en el fruit i provoca la disseminació del bacteri.
Erwinia tracheiphila provoca una gran marciment en les cucurbitàcies, principalment en els EUA, on les pèrdues econòmiques poden arribar fins al 80%. Resideix en l'aparell digestiu d'alguns insectes com Acalymma vittatum. Aquest bacteri arriba a la planta a partir de les femtes de l'insecte, o per possibles contaminacions de l'aparell bucal, i pot penetrar a les cèl·lules vegetals a partir de les entrades que ha generat l'animal quan s'alimenta. L'efecte que té aquest microorganisme sobre la cogombrera és l'obstrucció del teixit vascular causada pel seu creixement en el xilema, fent que no arribi prou líquid per totes les parts de la planta.

#### Virus

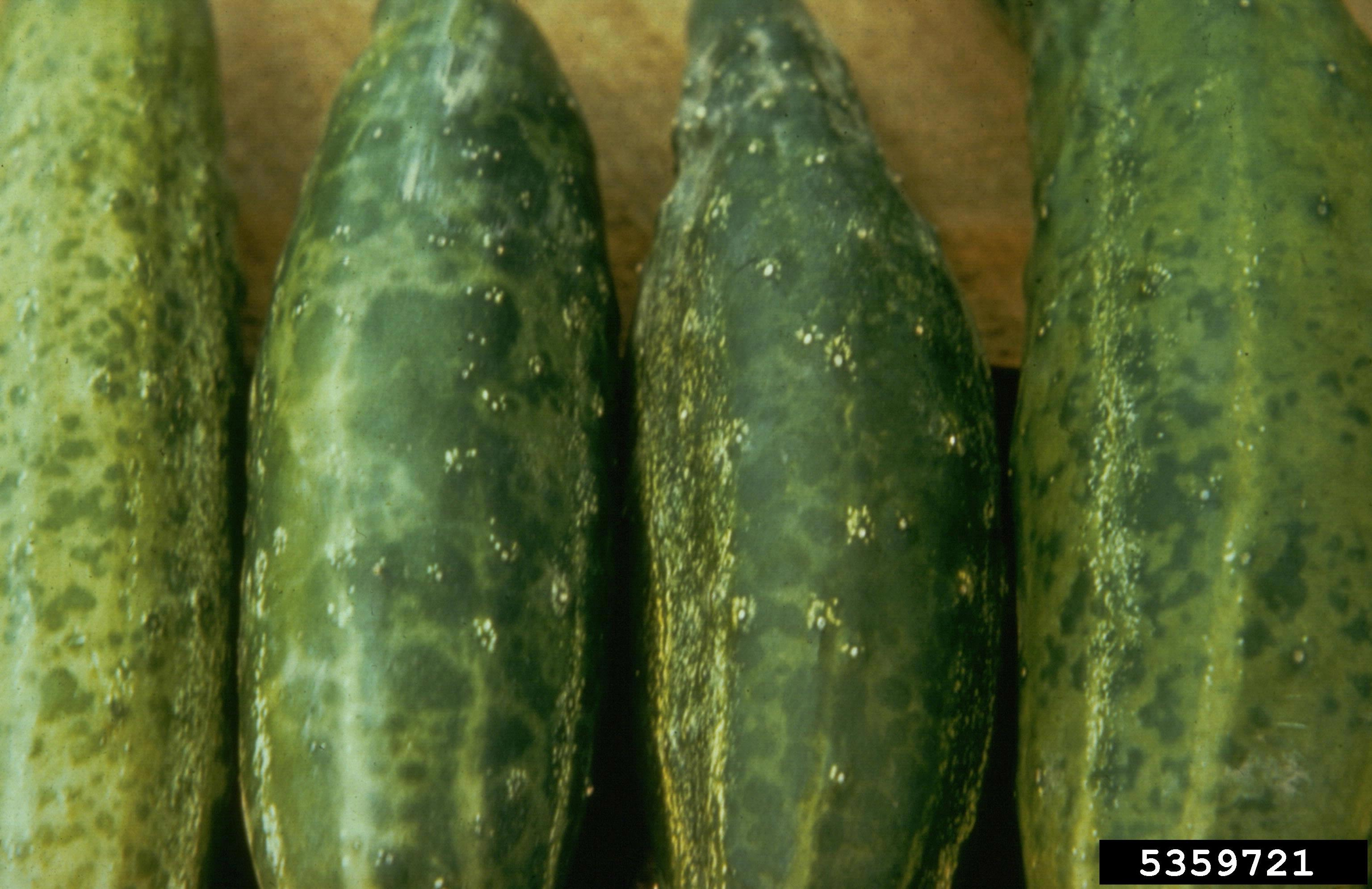
Símptomes del virus del mosaic del cogombre sobre el fruit.

El virus del mosaic del cogombre (CMV o Cucumber Mosaic Virus en anglès) es troba classificat dins del gènere Cucumovirus. És un virus molt important arreu del món ja que ha provocat moltes pèrdues econòmiques en el sector agrícola i presenta una gran varietat d'hostes. Això és degut a la gran diversitat del patogen, associat a una gran varietat de propietats biològiques que el permet incrementar la seva adaptabilitat. Aquestes característiques fan que sigui extremadament complicat eliminar-lo dels cultius i, per tant, suposa un problema greu. Tot i que el trobem per diversos punts del món, s'observa una major incidència en les zones costaneres del Mediterrani i de l'Orient Mitjà. Els símptomes que causa són efectes cloròtics i deformació sobre les fulles i afeccions sobre el fruit reduint-ne la mida. Aquests efectes tenen com a conseqüència la reducció del rendiment del cultiu.

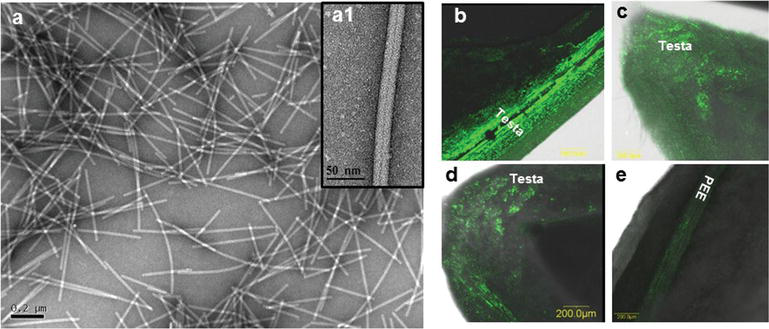
Morfologia del virus CGMMV i efectes sobre les llavors de cogombre.

El virus verd jaspiat del cogombre (CGMMV o Cucumber green mottle mosaic virus) es troba classificat dins del gènere Tobamovirus, es considera un dels gèneres i una de les espècies que provoquen més problemes en agricultura en l'àmbit econòmic arreu del món (conjuntament amb el virus del mosaic del tabac, entre d'altres). Els símptomes que provoca principalment són efectes cloròtics sobre les fulles joves i en la superfície del fruit. La infecció en estadis joves de la planta provoca que els efectes siguin molt més severs que en el cas de plantes madures. A més a més, també es troben diferències en condicions ambientals diferents i en el tipus de soca infectiva, que en aquest cas, la que afecta en major mesura al fruit és la CV4.
En la regió del sud-est d’Espanya, trobem els virus CYSDV i el CVYV (en anglès Cucurbit yellow stunting disorder virus i Cucumber vein yellowing virus respectivament) que tenen una gran importància econòmica en el sector agrícola. Els símptomes causats per CYSDV (que es troba dins del gènere Crinivirus) són necrosi, fragilitat i rigidesa a les fulles, que principalment afecta a les fulles més velles o d’edat intermèdia. A més a més, en el fruit podem trobar deficiències nutricionals i taques necròtiques. Aquestes taques creixen i s'uneixen entre elles formant taques que ocupen una àrea major. Tots aquests efectes provoquen la mort prematura de les fulles i conseqüentment, la reducció del rendiment del cultiu. D’altra banda, els símptomes causats per CVYV (que es troba dins del gènere Ipomovirus) són un canvi a colors groguencs en els nervis de la planta, principalment en fulles més joves i un retard del creixement, la qual cosa afecta al rendiment del cultiu i, sistemàticament, en la producció de fruit. La transmissió pot ser donada per vectors, principalment causat per mosques blanques. Per exemple, en el cas de CVYV s'han trobat virions dins de Bemisia tabaci.
El virus CABYV (en anglès Cucurbit aphid-borne yellows virus) s'ha trobat en diferents indrets del món (Corea, Iran, República Txeca, etc.). Els símptomes associats són taques cloròtiques, que esdevenen a canvis de coloració a groc i l'augment de fragilitat en les fulles més velles. El canvi de coloració sovint està associat a desordres nutricionals pel dèficit d'ions magnesi i manganès principalment. A més a més, es troben malformacions en el fruit, necrosi, entre d'altres.

#### Fongs

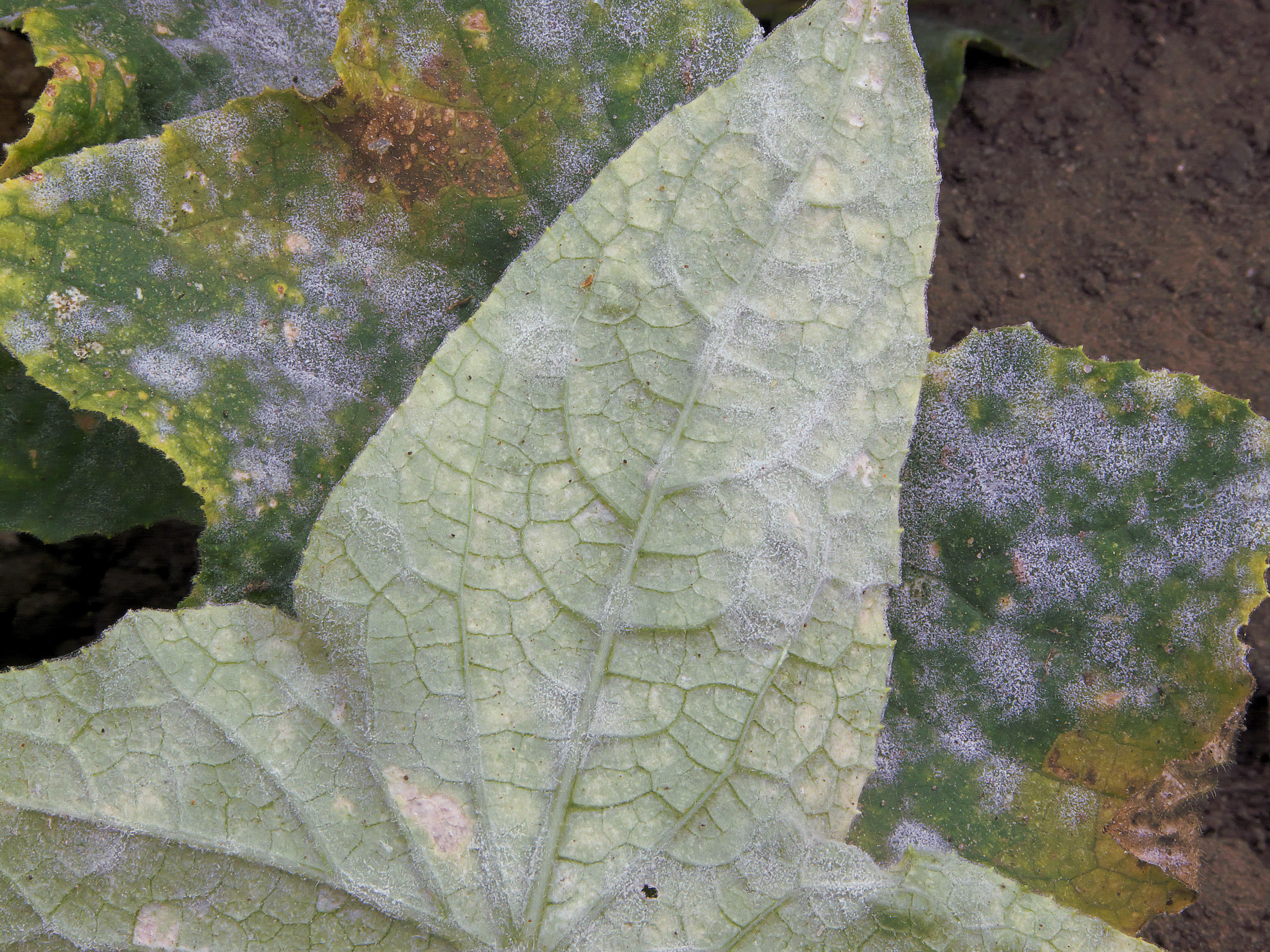
Taques blanques en el revers d'una fulla de cogombre provocades per P. fusca.

Podosphaera fusca (també anomenat Podosphaera xanthii, Sphaerotheca fuliginea o Sphaerotheca fusca) és el principal agent causal de l'oïdi de les cucurbitàcies en zones de climatologia tropical i subtropical. La malaltia cursa amb l'aparició d'una massa de color blanc (semblant al pols del talc, constituïda per micelis i conidis) sobre la superfície de les fulles, dels pecíols, de les tiges i rarament en els fruits. De fet, P. fusca és un ectoparàsit biotròfic obligat que s'instal·la sobre la superfície de la planta per poder obtenir nutrients a partir de les cèl·lules vegetals mitjançant els seus haustoris. En la majoria dels casos, la infecció evoluciona amb clorosi en els teixits afectats, redueix la fotosíntesi i accelera el procés de senescència de la planta (provocant la mort de les fulles infectades). Tanmateix, els fruits poden reduir-se en nombre i en mida deguda la infecció d'altres indrets de la planta. Altres espècies fúngiques que provoquen l'oïdi són Erysiphe cichoracearum i Golovinomyces cichoracearum (en zones de climatologia temperada). A més, s'han reportat casos on més d'una espècie pot aparèixer simultàniament en la mateixa zona d'una mateixa planta. Actualment es desconeixen part dels aspectes biològics d'aquests fongs, la seva natura parasitària dificulta el seu estudi en laboratori i, en conseqüència, el tractament de les plantes de cogombre afectades.

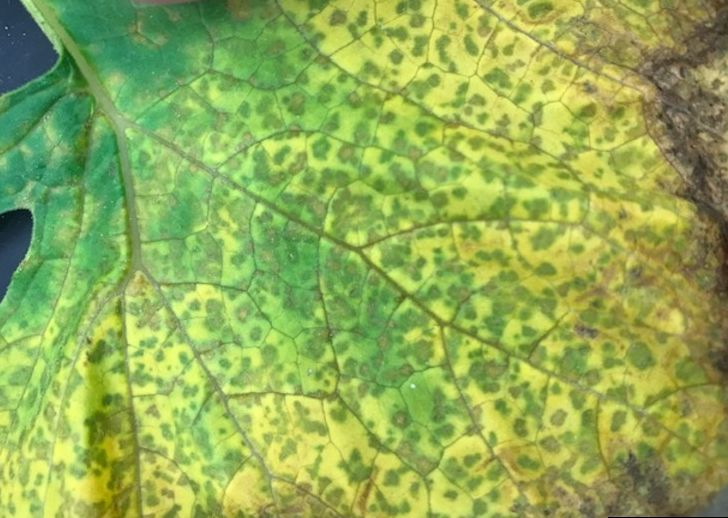
Míldiu provocada per P. cubensis en una espècie de la família Cucurbitaceae.

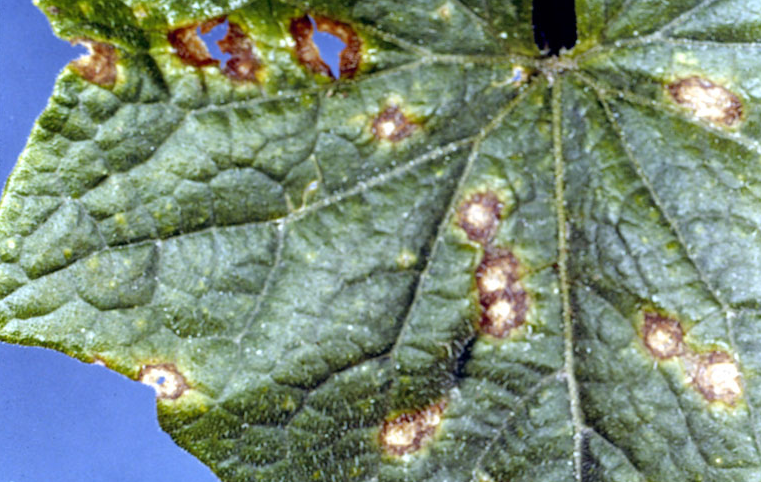
Antracnosi causada per C. obiculare en el cogombre.

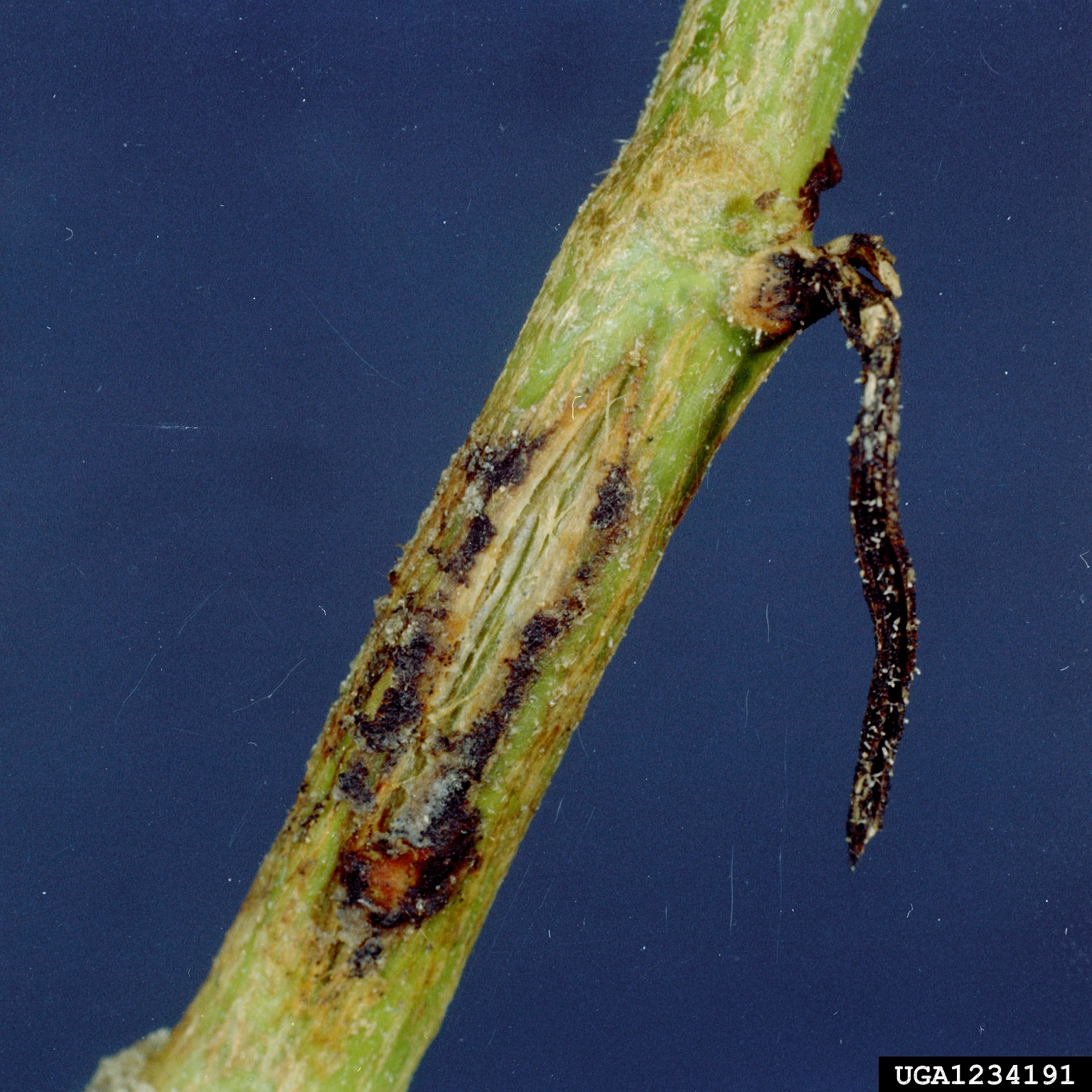
Fumall gomós de tija en una espècie de la família Cucurbitaceae.

Pseudoperonospora cubensis és l'agent causal del míldiu (en anglès Downy mildew). Es tracta d'un pseudofong que provoca una malaltia foliar que resseca les fulles, afavorint la dispersió de les espores. Habitualment cursa amb l'aparició de taques d'aparença aquosa de color groguenc brillant i en fructificacions fúngiques en el cogombre, endarrerint el seu creixement i fent d'ell un sabor insípid. A més, aquesta malaltia resulta més destructiva en zones càlides, ja que s'afavoreix el creixement de P. cubensis.
La fusariosi és causada per Fusarium oxysporum f. sp. cucumerinum (FOC). Aquest fong s'estén pel sistema vascular de la planta (obstruint així els vasos que componen el xilema) i provoca el marciment de les fulles i les tiges, conduint a la mort. Aquesta malaltia també pot ser deguda a la resposta enfront de la producció de micotoxines (com l'àcid fusàric) per part d'aquest fong, què lesionen la membrana cel·lular vegetal i forcen la fuita d'aigua, produint-se una toxicitat sistèmica.
Phytophthora capsici és un paràsit específic de cucurbitàcies del gènere Phytophthora (conegut per causar el míldiu de la patata). Es tracta d'una espècie de pseudofong que provoca lesions en els fruits i formació de capes de polsina blanca en les tiges i fruits (deguda a l'elevada concentració d'espores dipositades en la zona). En les plàntules del cogombre també provoca el "damping-off" o marciment fúngic (malaltia típica provocada per Pythium aphanidermatum en el cas dels cogombres) i inclús la mort.
Colletotrichum obiculare causa l'antracnosi, una malaltia que provoca en el cogombre lesions profundes i circulars impregnades d'aigua, les quals s'expandeixen i esdevenen de color negre en condicions humides (havent-hi casos on s'observen masses d'espores de color rosa en el fruit). Pel que fa a les fulles, causa lesions marronoses-rogenques.
Alternaria cucumerina provoca en les plantes cucurbitàcies la formació de taques foliars (en anglès Alternaria leaf spot) en forma d'anell, petites, marronoses i rodejades d'un halo groguenc. Aquestes taques petites evolucionen unint-se provocant lesions grans de més de 10 mil·límetres. La infecció causada per aquest fong evoluciona en la caiguda prematura de les fulles i en la formació de taques marronoses en el cogombre, afectant-se la seva mida i qualitat. Les taques foliars també són conseqüència de la infecció per part de Cercospora citrullina (en anglès Cercospora leaf spot), el qual pot causar taques a les tiges i els pecíols en condicions greus. Les taques són irregulars amb centres de coloració pàl·lida, i en casos de llarga evolució, aquestes es fusionen i donen un aspecte de fumall. Per contra, no produeix efectes tan desvatadors com A. cucumerina.
Didymella bryoniae causa el "fumall gomós de la tija" (en anglès Gummy stem blight). La simptomatologia cursa en l'aparició de taques foliars circulars marronoses rodejades d'un halo groguenc, podent-se confondre amb les taques provocades pel míldiu (tot i que les taques causades per D. bryoniae són més grans). Conforme avança la infecció, les fulles adopten un aspecte "esparracat" amb presència de ferides obertes (xancres) que desprenen un líquid marronós. També forma cossos fructífers de color negre que provoquen el marciment. A més, en els fruits la malaltia es coneix com a "podridura negra" (en anglès black rot). Aquest tipus de podridura també és provocada per Phomopsis sclerotioides, el qual té tropisme per les arrels del cogombre i cursa en l'aparició de taques grises i profundes en les arrels.
Generalment, tots els fongs citats anteriorment requereixen condicions humides i càlides per al seu òptim creixement i conseqüent avanç de la infecció en la planta. A més, aquests fongs són capaços de formar elements de resistència què els permeten suportar condicions desfavorables (per exemple, la sequedat del sòl i la baixa humitat relativa), persistint en ambients inhòspits a l'espera de trobar l'hoste.

### Control de les plagues del cultiu
Com a mesures preventives, es recomana l'ús de llavors de plantes sanes, retirar les plantes infectades front l'aparició dels primers símptomes, fertilització equilibrada, reg apropiat i superficial, desinfecció de les eines emprades... Destaca l'ús de cultius de cogombres resistents, ja que representa un dels principals mitjans de control de les malalties provocades per diferents agents infecciosos. A més, els cultius dels cogombres en hivernacles mitjançant sistemes hidropònics (sense sòl) minoren l'efecte dels patògens que tenen tropisme per les arrels. Malauradament, el desenvolupament de línies de cultiu resistents i els sistemes de cultiu hidropònics no són suficients enfront del sorgiment de noves variants de patògens què resulten més agressives per les cucurbitàcies.
En el control de la presència d’insectes es fan servir diverses metodologies. Els controls químics, associats a plaguicides, es poden fer servir compostos com els organofosfats, carbamats, piretroides, entre d'altres. La problemàtica de l’ús d’aquests compostos és que pot afectar els insectes pol·linitzadors de la planta, i per tant, es redueix el rendiment del cultiu (si es tracten de cultius no partenocàrpics). A més a més, els insectes poden acabar sent resistents a alguns plaguicides. Per tant, s'incrementa l’ús d'altres mètodes com el control de l’atmosfera, control de sals que poden estar inclosos en fertilitzants entre d'altres. Actualment, l’ús d’agents biològics està substituint l’ús de químics gràcies a la reducció de la toxicitat i l'especificitat del procés. Alguns exemples són la mosca Celatoria setosa o la vespa Centistes diabroticae en el cas del control de Acalymma vittatum. Finalment, és important tenir en compte diversos mètodes de control a llarg termini, que han d’estar associats al control d’exposició a l’insecte, reducció de la capacitat reproductiva, etc.
Actualment, es troben diverses vies d'estudi en les que es consideren altres mètodes menys convencionals per la prevenció i control de plagues. Primerament, l'obtenció d'individus de cogombreres modificades genèticament perquè siguin resistents a diversos patògens. En trobem pel control de malalties i plagues víriques del virus del mosaic del cogombre (CMV). Tanmateix, l'ús de bacteriòfags pel control de plagues bacterianes és, cada cop més, una opció a tenir en compte. L'efectivitat del procés deguda a l'especificitat de les partícules víriques, a més a més de la baixa toxicitat, fa que sigui una via d'estudi vàlida i amb futur. Tot i així, es tracta d'assajos molt recents en els quals és necessari molta dedicació per obtenir resultats i mètodes que puguin ser aplicables en l'agricultura. Un exemple és l'ús del bacteriofag FBB1, el qual s'estudia el seu ús pel control d'Erwinia tracheiphila a partir del seu vector, Acalymma vittatum.

### Relacions simbiòtiques
S'han reportat casos on el tractament de llavors del cogombre amb fongs endòfits pertanyents als gèneres Penicillium, Trichoderma i Aspergillus han comportat un augment del pes de les plàntules i de la longitud de les arrels del cogombre. Els efectes d'aquests simbionts van un pas més enllà perquè, en casos d'infecció per fongs patògens, milloren la supervivència de les plantes. És més, s'ha pogut observar que l'ús d'espècies dels gèneres Fusarium, Trichoderma, Chaetomium, Acremonium, Paecilomyces i Phyllosticta actuen com agents contra nematodes paràsits com Meloidogyne incognita, ja que disminueixen el nombre d'agalles i produeixen metabòlits que afecten fases juvenils d'aquest nematode.
Pel que fa a les relacions mutualistes amb bacteris, s'ha vist que la cogombrera pot tenir associada una població bacteriana que es troba dins dels rizobacteris promotors del creixement vegetal (PGPR). Aquests protegeixen (o redueixen els danys causats) a la planta de malalties associades amb microorganismes com, per exemple, les taques angulars produïda per Pseudomonas syringae pv. lachrymans. Ho fan a partir de la secreció de sideròfors o antibiòtics, els quals són eficaços contra diversos patògens.

## Brots sanitaris relacionats amb el consum de cogombres
Els aliments com el cogombre poden considerar-se com un hàbitat pels microorganismes. La globalització comporta un tipus de producció i comercialització d'aliments, què resulta en una elevada disponibilitat per al consum de variants de qualitat independentment de l'estació de l'any. Cal tenir en compte que les condicions de cultiu (sòl, aigua de reg...) faciliten el creixement de microorganismes patògens colonitzadors d'aliments com el cogombre. Per aquest motiu, és molt important una manipulació adequada prèvia al seu consum, així com la prevenció de contaminació accidental en algun punt de la producció, processament i comercialització, tenint en compte les indicacions de les autoritats sanitàries. El principal problema és que en molts casos no és possible investigar la font de la infecció perquè els cogombres tenen una vida útil curta i els productes infectats són ràpidament retirats del comerç.
A continuació s'exposen diferents casos de brots alimentaris relacionats amb el consum del cogombre.

### Brot deShigella sonnei
La companyia de servei de càtering Gate Gourmet Inc. va distribuir amanides en diferents companyies aèries, les quals estaven contaminades. En conseqüència, centenars de passatgers de dotze vols que partien de Honolulu (Hawaii) a finals d'agost del 2004 van donar positiu en shigel·losi causada per Shigella sonnei. L'Administració d'Aliments i Fàrmacs (FDA) va determinar que el menjar servit en aquests vols era l'origen de la malaltia dels viatgers. A més, va demostrar violacions greus de manipulació d'aliments, com són el manteniment d'aquests a temperatures inadequades, infraccions de neteja dels equips emprats per a la confecció d'aliments i manipulació dels articles preparats per a servir sense mesures profilàctiques. En aquest cas, es van reportar les verdures de l'amanida (entre elles, el cogombre) com a agent de transmissió de S. sonnei.

### Brot deNorovirus
Es van reportar dos brots en el 2006 i 2008 a Michigan i Minnesota, respectivament. Els brots de gastroenteritis causat per Norovirus van ser conseqüència de la contaminació del cogombre present en l'amanida servida en banquets.

### Brot d'Enterocytozoon bieneusi
En 2009 es va reportar un brot gastrointestinal per microsporidiosi en 135 persones que visitaven un hotel a Värmland (Suècia), la qual va ser transmessa pel consum de cogombres contaminats d'espores d'Enterocytozoon bieneusi. Els aliments contaminats portaven cogombres pretallats i tancats en bosses de plàstic i eren d'origen espanyol. Els investigadors van hipotetitzar que la contaminació es va produir abans de la collita i no es va poder rastrejar fins a la granja de producció.

### Brot d'Escherichia coli0104:H4
Representa l'episodi de contaminació bacteriana més greu dels documentats sobre la síndrome hemoliticourèmica (en anglès amb les sigles STEC-HUS) causada per la verotoxina (o toxina Shiga) expressada en la soca E. coli O104:H4. El brot va ser registrat al nord d'Alemanya i en el sud-est de França durant els mesos maig, juny i juliol en el 2011 i va generar una de les majors crisis de seguretat alimentària en els països desenvolupats. A Alemanya, es va arribar a un total de 4.012 casos confirmats, dels quals 878 presentaven HUS i 48 van causar la defunció. A França es van comptabilitzar 15 casos. A finals de maig, les autoritats sanitàries d'Hamburg van manifestar que els cogombres d'origen espanyol podien estar implicats en la infecció endèmica. Per contra, en cap cas es va poder aïllar el bacteri en ningun dels lots presumiblement implicats de la infecció. De fet, els coneixements actuals qualifiquen de molt improbable que el bacteri hagués pogut sobreviure durant el temps transcorregut des de la importació de les llavors fins a l'aparició de la infecció a mitjan 2011.

### Brots deSalmonella enterica

#### Salmonella entericasubsp.entericaserovar Saintpaul
Del 12 de gener del 2013 fins al 28 d'abril del mateix any, els Centres per al Control i Prevenció de Malalties (CDC) van reportar un brot de salmonel·losi als EUA vinculat al consum de cogombres importats de Mèxic (en concret, per part de les dues empreses proveïdores Daniel Cardenas Izabal i Miracle Greenhouse of Culiacan) i distribuïts per Tricar Sales (Rio Rico, Arizona). Aquest brot va arribar a 84 casos, on el 28% va requerir hospitalització, no registrant-se cap mort.

#### Salmonella entericasubsp.entericaserovar Newport
El brot va ser reportat del 20 de maig al 30 de setembre del 2014 en 29 estats dels EUA. Es van documentar 275 casos de salmonel·losi, 48 dels quals van requerir hospitalització i 1 va resultar en mort. Els cogombres contaminats per Salmonella spp. es van produir a Maryland, però durant la investigació ninguna mostra va resultar positiva per Salmonella, de forma que la font definitiva de contaminació no es va identificar.

#### Salmonella entericasubsp.entericaserovar Poona
La CDC va reportar un brot de salmonel·losi pel consum de cogombres contaminats, del 3 de juliol del 2015 al 29 de febrer del 2016 als EUA. Es van identificar un total de 907 afectats en 40 estats, dels quals 204 van requerir hospitalització i 6 van resultar en mort (2 de les quals no era deguda a la infecció per Salmonella spp.). La font de contaminació va apuntar a una empresa de cultiu de Mèxic i a l'empresa distribuïdora dels EUA Andrew & Williamson Fresh Produce, però el rastreig únicament va aïllar el serotip del brot en les tendes i les instal·lacions de distribució.

#### Salmonella entericasubsp.entericaserovar Oslo
Del 21 de març al 9 d'abril del 2016 es van notificar 14 casos de salmonel·losi en 8 estats dels EUA. Les proves epidemiològiques van indicar la implicació del consum de cogombres, però no es va poder aïllar Salmonella spp.

#### Salmonella entericasubsp.entericaserovar Infantis
De juny a finals de setembre del 2018 es van reportar 45 casos de salmonel·losi a cinc regions de l'oest del Canadà properes a la Colúmbia Britànica, on la causa no es va identificar en certesa, però tots els que van emmalaltir havien denunciat que van menjar cogombres abans de posar-se malalts. Del total de casos, 9 van requerir hospitalització i no es va registrar cap mort. A més, de l'agost al setembre del mateix any, l'estat de Washington va reportar 6 casos de salmonel·losi associada al consum de cogombres d'origen britànic comercialitzats en les botigues Costco.